# Liste der Biografien/Horn
Liste der Biografien |
Portal Biografien |
Personensuche
# |
A |
B |
C |
D |
E |
F |
G |
H |
I |
J |
K |
L |
M |
N |
O |
P |
Q |
R |
S |
T |
U |
V |
W |
X |
Y |
Z |
?
 
Ha |
Hd |
He |
Hi |
Hj |
Hk |
Hl |
Hm |
Hn |
Ho |
Hr |
Hs |
Ht |
Hu |
Hv |
Hw |
Hy
 
Hoa |
Hob |
Hoc |
Hod |
Hoe |
Hof |
Hog–Hok |
Hol |
Hom |
Hon |
Hoo |
Hop |
Hoq |
Hor |
Hos |
Hot |
Hou |
Hov |
How |
Hox |
Hoy |
Hoz
 
Hora |
Horb |
Horc |
Hord |
Hore |
Horf |
Horg |
Horh |
Hori |
Horj |
Hork |
Horl |
Horm |
Horn |
Horo |
Horp |
Horr |
Hors |
Hort |
Horu |
Horv |
Horw |
Horx |
Hory |
Horz
Die Liste der Biografien führt alle Personen auf, die in der deutschsprachigen Wikipedia einen Artikel haben. Dieses ist eine Teilliste mit 754 Einträgen von Personen, deren Namen mit den Buchstaben „Horn“ beginnt.

## Horn

### Horn B
- Horn Birkeland, Fanny (* 1988), norwegische Biathletin und Skilangläuferin

### Horn D
- Horn d’Arturo, Guido (1879–1967), italienischer Astronom

### Horn F
- Horn Fitz-Gibbon, Friedrich von (1919–1958), brasilianischer Ethnologe

### Horn, A – Horn, W

#### Horn, A
- Horn, Adolf (1759–1823), deutscher Verwaltungsjurist, Archivar und Diplomat
- Horn, Adolf von (1819–1885), preußischer Generalmajor und Kommandeur der 19. Infanterie-Brigade
- Horn, Adrian (* 1983), deutscher Fußballtorhüter
- Horn, Albert (1840–1921), deutscher Jurist und Politiker (Zentrum), MdR
- Horn, Albrecht (1940–2022), deutscher Diplomat und Wirtschaftswissenschaftler
- Horn, Alexander (* 1973), deutscher Fallanalytiker
- Horn, Alexandra (* 1987), deutsche Schauspielerin, Synchronsprecherin und MusicaldarstellerinAlexandra Horn (* 1987)

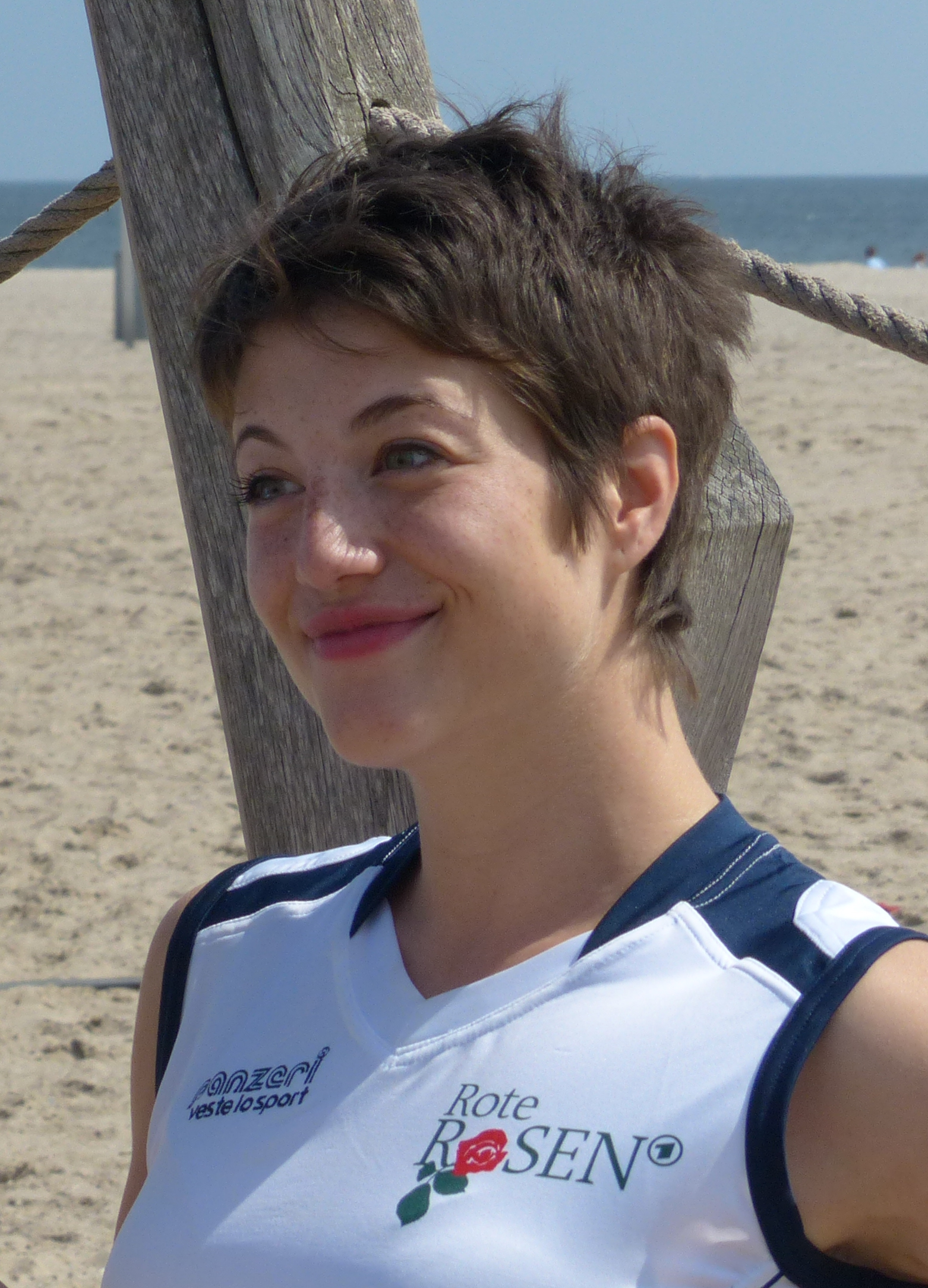
Alexandra Horn (* 1987)

- Horn, Alfred (1847–1912), deutscher evangelisch-lutherischer Geistlicher und Heimatforscher
- Horn, Alfred (1898–1959), österreichischer Politiker (SPÖ), Abgeordneter zum Nationalrat (Österreich)
- Horn, Alfred (1918–2001), US-amerikanischer Mathematiker
- Horn, Alfred (1936–2018), deutscher Fußballspieler
- Horn, Alphart von (* 1940), deutscher Offizier, Generalmajor der Bundeswehr
- Horn, András (1934–2021), ungarisch-schweizerischer Literaturwissenschaftler
- Horn, Andrea (* 1933), österreichische Sängerin
- Horn, Andrea (* 1959), deutsche Fernsehmoderatorin
- Horn, Andreas (* 1974), deutscher Kommunalpolitiker (CDU), Oberbürgermeister von ErfurtAndreas Horn (* 1974)

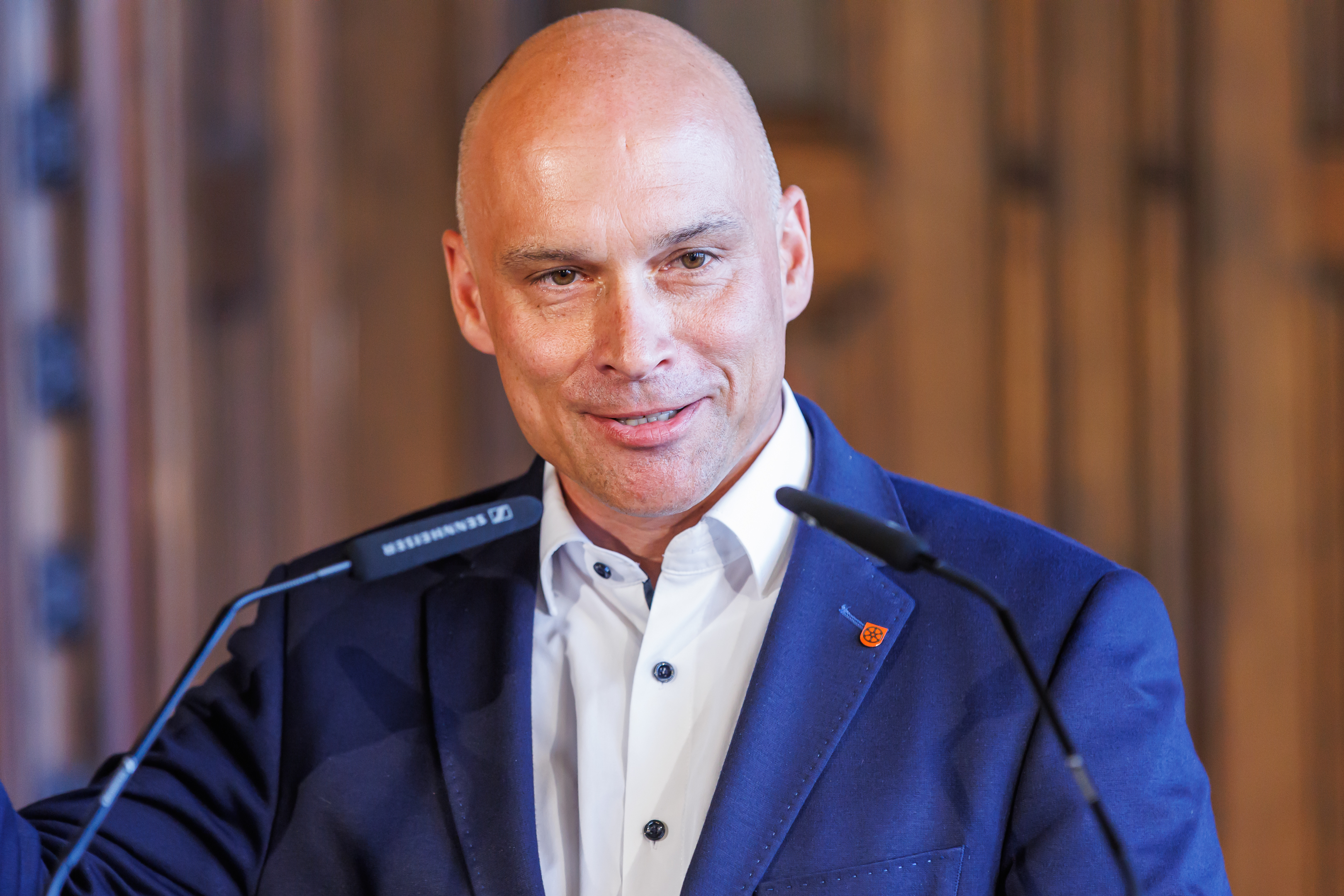
Andreas Horn (* 1974)

- Horn, Andreas (* 1984), deutscher Neurowissenschaftler
- Horn, Andreas von (1876–1946), österreichischer Stummfilmschauspieler und Regisseur
- Horn, Andrew (1952–2019), US-amerikanischer Filmregisseur
- Horn, Anette (* 1963), deutsche Germanistin und Anglistin
- Horn, Anouschka (* 1967), deutsche Fernsehmoderatorin und Journalistin
- Horn, Anton (1940–2004), deutscher Mediziner und Biochemiker
- Horn, Antonia (* 1997), deutsche Skilangläuferin und Biathletin
- Horn, Arthur von (1819–1893), preußischer Generalmajor
- Horn, Arvid (1664–1742), Kanzleipräsident Vorsitzender des Reichsrates von Schweden
- Horn, August (1825–1893), deutscher Komponist
- Horn, August (1866–1925), deutscher Politiker (USPD, SPD), MdR
- Horn, August Wilhelm von (1800–1886), preußischer Offizier, General der Infanterie
- Horn, Axel (* 1954), deutscher Pädagoge und Hochschullehrer
- Horn, Axel (* 1962), deutscher Fußballspieler

#### Horn, B
- Horn, Batya (* 1952), österreichische Verlegerin und Galeriebesitzerin
- Horn, Bengt (1623–1678), schwedischer Generalgouverneur in Estland
- Horn, Berthold (* 1943), US-amerikanischer Informatiker
- Horn, Blair (* 1961), kanadischer Ruderer
- Horn, Brigitte (* 1948), deutsche Schauspielerin
- Horn, Britta (* 1980), deutsche Schauspielerin

#### Horn, C
- Horn, Camilla (1903–1996), deutsche SchauspielerinCamilla Horn (1903–1996)

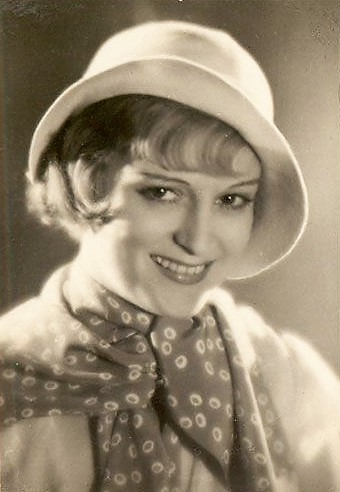
Camilla Horn (1903–1996)

- Horn, Camillo (1860–1941), österreichischer Komponist, Dirigent und Musikpädagoge
- Horn, Carina (* 1989), südafrikanische Sprinterin
- Horn, Carl (1859–1932), deutscher Orgelbauer
- Horn, Carl (1874–1945), deutscher Maler
- Horn, Carl Gottlob (1734–1807), deutscher Architekt und Baumeister
- Horn, Carl Henriksson (1550–1601), schwedischer Feldmarschall und Staatsmann
- Horn, Carl von (1847–1923), bayerischer Generaloberst sowie Kriegsminister
- Horn, Carolus (1921–1992), deutscher Werbegrafiker und -texter
- Horn, Cäsar (1914–1945), deutscher Kommunist und Widerstandskämpfer
- Horn, Caspar Heinrich (1657–1718), deutscher Jurist und Rechtswissenschaftler
- Horn, Cassidy (* 1989), US-amerikanische Umweltschützerin und Schauspielerin
- Horn, Charles, Schweizer Wasserballspieler
- Horn, Christian Siegmund von (* 1714), deutscher Kavallerist, General
- Horn, Christina (* 1945), deutsche Schauspielerin
- Horn, Christoph (* 1964), deutscher Philosoph
- Horn, Claus (1517–1566), schwedischer Seeheld und Admiral der Schwedischen Marine im Dreikronenkrieg
- Horn, Cody (* 1988), US-amerikanische Schauspielerin und ModelCody Horn (* 1988)

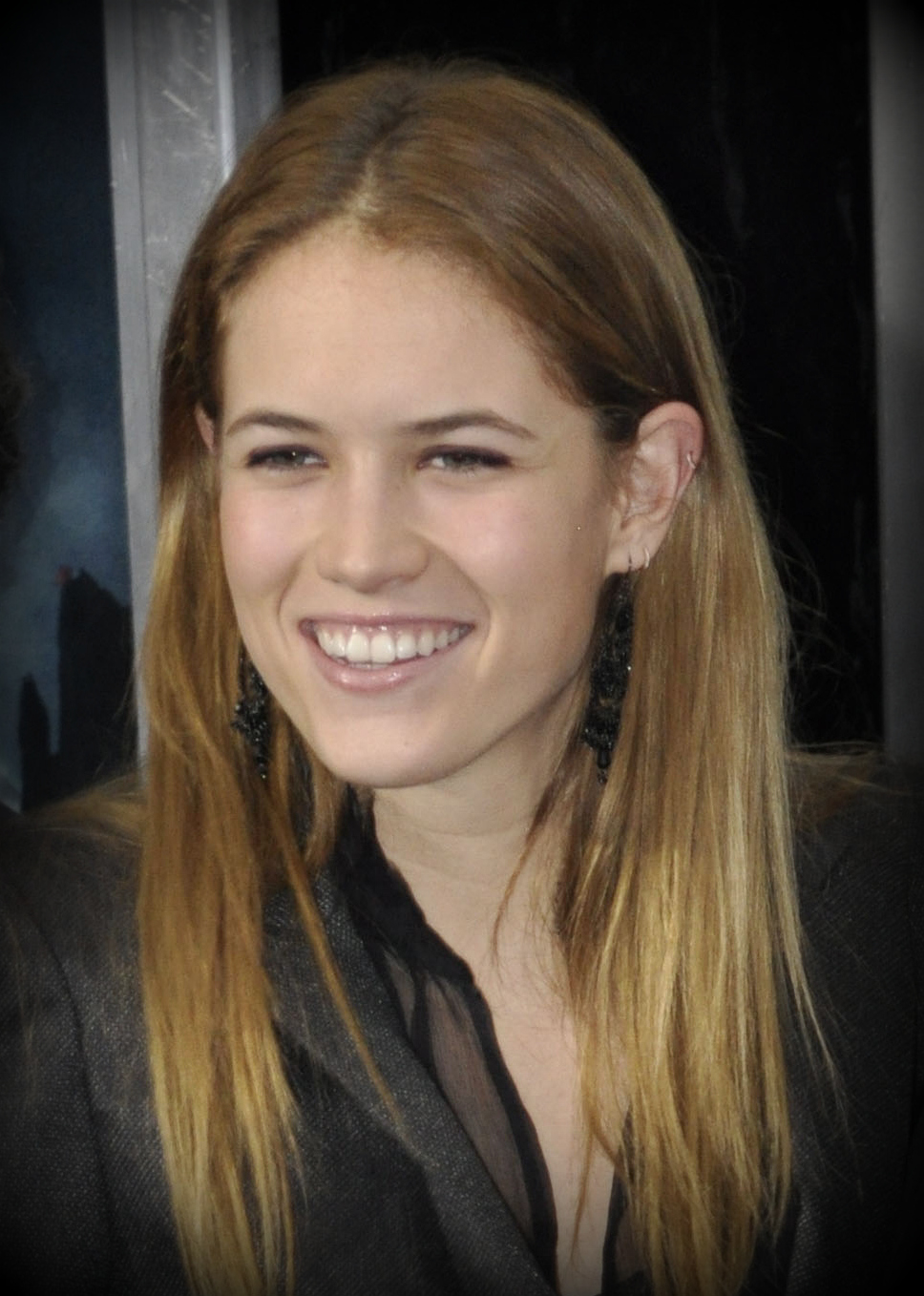
Cody Horn (* 1988)

- Horn, Corinna A. (* 1978), deutsche Schauspielerin
- Horn, Cornelia Bernadette (* 1968), deutsche Orientalistin
- Horn, Cyril (1904–1987), britischer Eisschnellläufer und Radrennfahrer

#### Horn, D
- Horn, Dara (* 1977), US-amerikanische Schriftstellerin und Literaturwissenschaftlerin, Professorin für jüdische Literatur
- Horn, David (1832–1925), deutscher Weinhändler und hessischer Politiker (Zentrum)
- Horn, Dennis (1909–1974), britischer Radrennfahrer
- Horn, Dieter (* 1911), deutscher Schauspieler
- Horn, Dietrich (1838–1906), deutscher Pädagoge
- Horn, Dietrich von (* 1944), deutscher Künstler und Autor
- Horn, Dimitris (1921–1998), griechischer Schauspieler und Regisseur
- Horn, Dörte (* 1978), Kinderbuch-Autorin, Journalistin und Kommunikationsexpertin

#### Horn, E
- Horn, Eckhard (1938–2004), deutscher Jurist und Hochschullehrer
- Horn, Ede (1825–1875), ungarischer Nationalökonom und Politiker
- Horn, Ellen (* 1951), norwegische Schauspielerin und Politikerin
- Horn, Elzearius († 1744), franziskanischer Missionar und Palästinaforscher
- Horn, Emil (1927–1982), deutscher Politiker (SPD), MdL
- Horn, Erika (1941–2009), deutsche Informatikerin
- Horn, Erna (1904–1981), deutsche Kochbuchautorin
- Horn, Ernst (1774–1848), deutscher Mediziner und Psychiater
- Horn, Ernst (1905–1945), deutscher politischer Funktionär und SA-Führer
- Horn, Ernst (1912–2001), deutscher Politiker (FDJ/SED)
- Horn, Ernst (* 1949), deutscher Musiker und KomponistErnst Horn (* 1949)

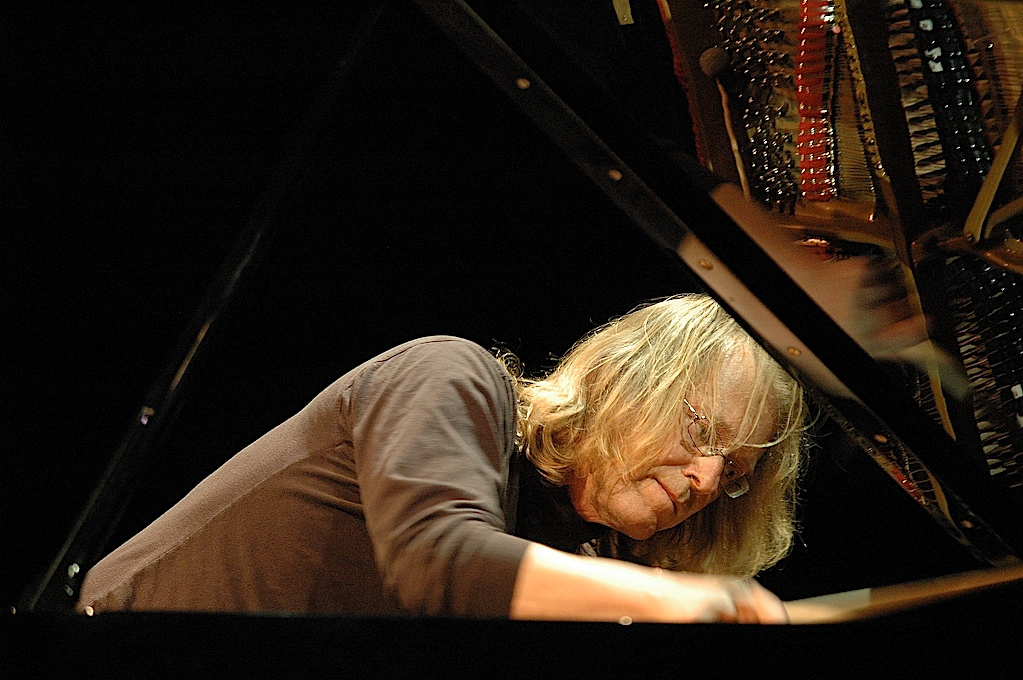
Ernst Horn (* 1949)

- Horn, Ernst Otto (1880–1945), deutscher Numismatiker, Kaufmann und Kunstsammler
- Horn, Ernst Wilhelm († 1812), deutscher Architekt
- Horn, Ernst-Peter, deutscher Brigadegeneral der Bundeswehr
- Horn, Erwin (1929–2006), deutscher Politiker (SPD), MdB
- Horn, Esther (* 1965), deutsche Künstlerin
- Horn, Eva (* 1965), deutsche Literatur- und Kulturwissenschaftlerin
- Horn, Evert (1585–1615), schwedischer Feldmarschall
- Horn, Ewald (1856–1923), deutscher Botaniker, Pädagoge und Universitätshistoriker

#### Horn, F
- Horn, Falk (* 1990), deutscher American-Football-Spieler
- Horn, Ferdinand (Politiker, I), deutscher Fabrikant und Politiker, MdL
- Horn, Ferdinand (Politiker, II), deutscher Fabrikant und Politiker, MdL
- Horn, Frank Henry (* 1966), deutscher Rechtsanwalt und Politiker (SPD)
- Horn, Franz (1781–1837), deutscher Schriftsteller und Literarhistoriker
- Horn, Franz (1904–1963), deutscher Fußballspieler
- Horn, Fredrik (1916–1997), norwegischer Fußballspieler
- Horn, Friedrich (1790–1840), deutscher Jurist und Archivar
- Horn, Friedrich (1875–1957), deutscher evangelischer Theologe
- Horn, Friedrich (* 1909), deutscher Hockeyspieler
- Horn, Friedrich Magnus von (1704–1774), preußischer Generalmajor, Chef des Infanterie-Regiments S56
- Horn, Friedrich Wilhelm (* 1953), deutscher evangelischer Theologe
- Horn, Friedrich Wilhelm Leopold von († 1709), mecklenburgischer Regierungsbeamter und Diplomat
- Horn, Fritz (1880–1972), deutscher Schiffbauingenieur und Professor
- Horn, Fritz (1887–1974), österreichischer Schauspieler
- Horn, Fritz (1896–1963), deutscher Pilot und Luftfahrtpionier

#### Horn, G
- Horn, Gabriel (1927–2012), britischer Neurowissenschaftler
- Horn, Georg (1542–1603), evangelischer Pfarrer und Historiker
- Horn, Georg (1841–1919), deutscher Gewerkschafter und Politiker (ADAV, SPD, USPD), MdR
- Horn, Gottfried Joseph (1739–1797), Erbmüller der Obermühle in Nickern und Pächter der Niedermühle in Nickern sowie Instrumentenbauer
- Horn, Gottlieb Friedrich Carl (1772–1844), Bremer Jurist und Senator
- Horn, Guildo (* 1963), deutscher SchlagersängerGuildo Horn (* 1963)

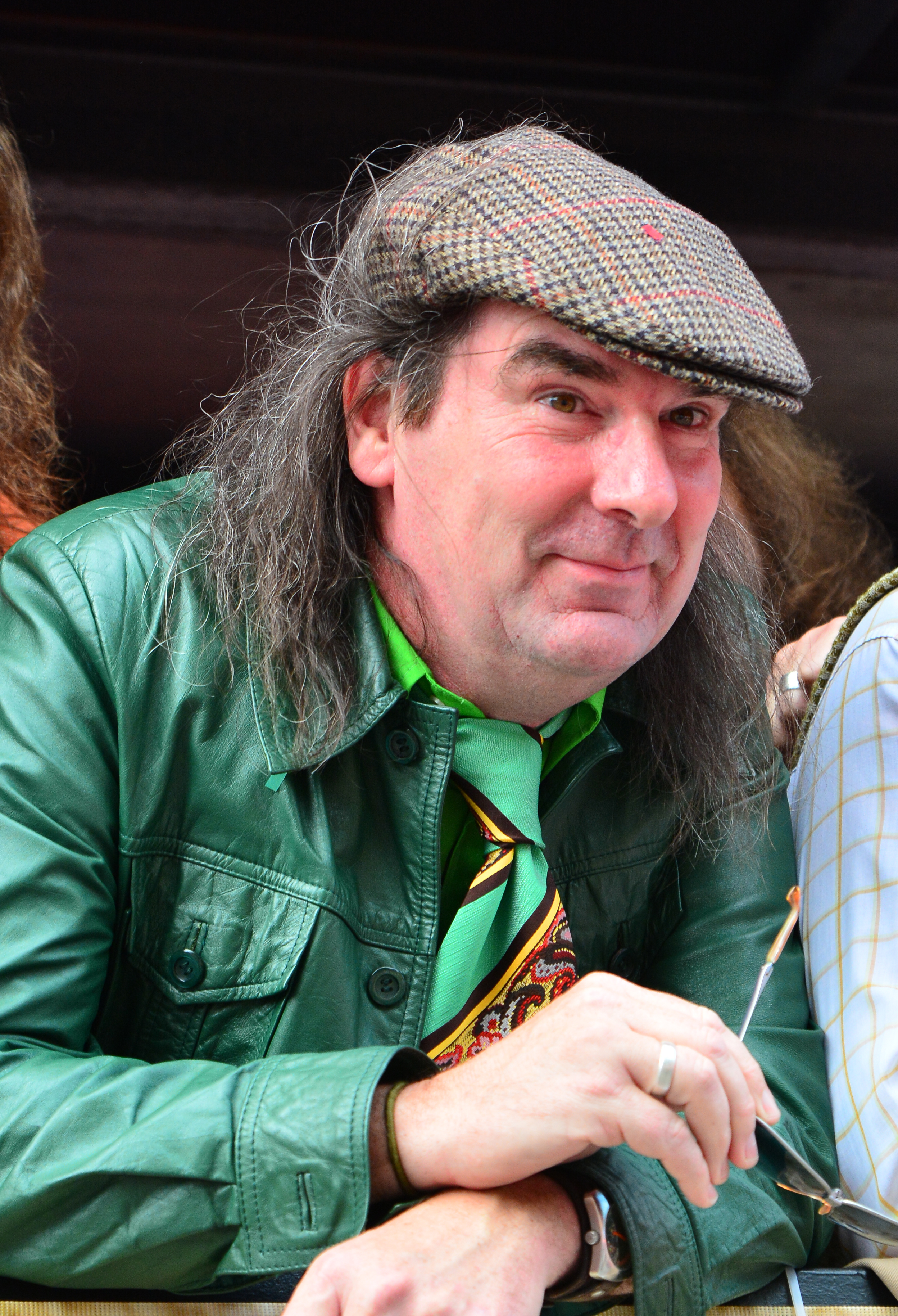
Guildo Horn (* 1963)

- Horn, Günter (1925–2011), deutscher Autor und Historiker
- Horn, Günter (1930–2021), deutscher Diplomat, Botschafter der DDR
- Horn, Günter (* 1935), deutscher Maler und Grafiker
- Horn, Gustaf (1592–1657), schwedischer Feldherr im Dreißigjährigen Krieg
- Horn, Gustaf Evertsson (1614–1666), schwedischer Feldmarschall
- Horn, Gustav (* 1954), deutscher Wirtschaftswissenschaftler
- Horn, Gustav von (1807–1886), deutscher Landwirt und Politiker
- Horn, Gyula (1932–2013), ungarischer Politiker, Mitglied des Parlaments, Außenminister

#### Horn, H
- Horn, Hannelore (1929–2023), deutsche Politikwissenschaftlerin und Hochschullehrerin
- Horn, Hans (1933–2008), deutscher Politiker (CDU), MdL
- Horn, Hans (* 1968), deutscher Filmregisseur, Filmproduzent und Filmeditor
- Horn, Hans-Detlef (* 1960), deutscher Jurist und Professor für Öffentliches Recht
- Horn, Hans-Joachim von (1896–1994), deutscher Generalleutnant
- Horn, Hans-Jürgen (* 1936), deutscher Altphilologe
- Horn, Harvey (* 1995), britischer Boxer
- Horn, Heinrich († 1553), deutscher Theologe
- Horn, Heinrich (1816–1874), deutscher Maler, Zeichner und Glasmaler
- Horn, Heinrich Christian (1837–1899), deutscher Unternehmer
- Horn, Heinrich Christoph von (1662–1723), erster Pächter der fürstlichen Braunschweiger Fayencemanufaktur
- Horn, Heinrich Friedrich Dietrich Sigismund von (1806–1883), preußischer Generalleutnant
- Horn, Heinrich Wilhelm von (1762–1829), preußischer Generalleutnant
- Horn, Heinz (1930–2015), deutscher Manager
- Horn, Heinz Günter (* 1940), deutscher Archäologe
- Horn, Helmut (1915–1983), deutscher Jurist
- Horn, Helmut (* 1955), deutscher Motorjournalist und Fachbuchautor
- Horn, Henning Rudolf (1651–1730), schwedischer Generalmajor und Reichsrat
- Horn, Henrik (1578–1618), schwedischer Diplomat
- Horn, Henrik (1618–1693), schwedischer Feldmarschall, Admiral und Generalgouverneur der Herzogtümer Bremen und Verden
- Horn, Henrik Klasson (1512–1595), schwedischer Militär und Staatsmann
- Horn, Henry (1786–1862), US-amerikanischer Politiker
- Horn, Henry (* 1997), deutscher Sänger und Schauspieler
- Horn, Herbert (1904–1974), deutscher Bauarbeiter, Zeichner, Maler und Schriftsteller
- Horn, Herbert (* 1949), deutscher Fußballspieler
- Horn, Hermann (1850–1918), deutscher Fabrikbesitzer und Politiker (NLP), MdR
- Horn, Hermann Gottfried (1788–1849), deutscher evangelisch-lutherischer Theologe
- Horn, Hildebrand von (1655–1686), deutscher Diplomat

#### Horn, I
- Horn, Isabell (* 1983), serbisch-deutsche Schauspielerin, Musicaldarstellerin und Moderatorin

#### Horn, J
- Horn, Jakob (1867–1946), deutscher Mathematiker
- Horn, Jan-Henrik (1944–2002), deutscher Jurist und Politiker (Bündnis 90/Die Grünen)
- Horn, Jannes (* 1997), deutscher FußballspielerJannes Horn (* 1997)

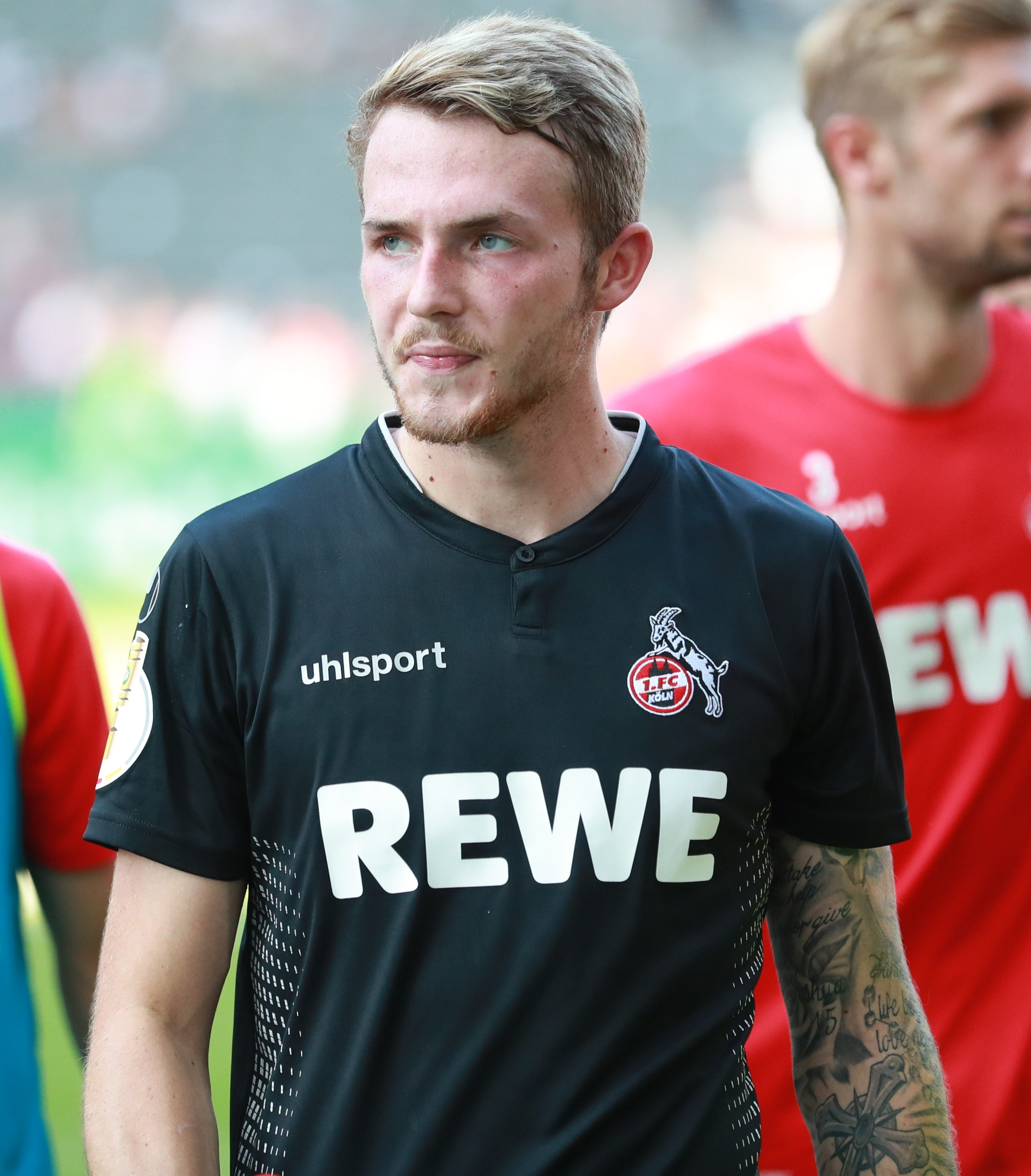
Jannes Horn (* 1997)

- Horn, Jaycee (* 1999), US-amerikanischer American-Football-Spieler
- Horn, Jazzmeia (* 1991), amerikanische Jazzsängerin
- Horn, Jean-Baptiste (1886–1957), luxemburgischer Turner
- Horn, Jeff (* 1988), australischer Boxer
- Horn, Jim (* 1940), US-amerikanischer Saxophonist und Flötist
- Horn, Joan Kelly (* 1936), US-amerikanische Politikerin
- Horn, Joe (1953–2025), österreichischer Volleyballspieler und Handballfunktionär
- Horn, Johann († 1547), Bischof der Böhmischen Brüder und Kirchenlieddichter
- Horn, Johann († 1800), Ritter der Bayerischen Tapferkeitsmedaille
- Horn, Johann Gottlob (1680–1754), sächsischer Historiker
- Horn, Johann Gottlob (1748–1796), Tischler und Instrumentenmacher in Nickern und Dresden
- Horn, Johann Heinrich († 1713), deutscher Beamter
- Horn, Johann Jakob von (1776–1852), preußischer Generalmajor
- Horn, Johann Kaspar (1636–1722), deutscher Komponist, Jurist und Arzt
- Horn, Johannes (1872–1945), deutscher Konteradmiral der Kaiserlichen Marine
- Horn, Johannes Theodor (1882–1967), deutscher evangelischer Theologe
- Horn, John S. (1931–2011), US-amerikanischer Politiker
- Horn, Jörg (* 1964), deutscher Fußballspieler
- Horn, Josef (* 1947), österreichischer Politiker (SPÖ), Abgeordneter zum Nationalrat

#### Horn, K
- Horn, Kaniehtiio (* 1986), kanadische SchauspielerinKaniehtiio Horn (* 1986)

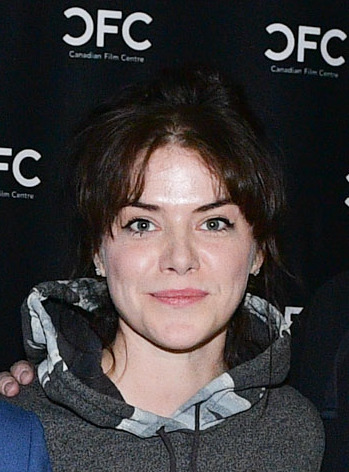
Kaniehtiio Horn (* 1986)

- Horn, Karen (* 1966), deutsche Wirtschaftsjournalistin
- Horn, Karl (1794–1879), deutscher evangelischer Geistlicher
- Horn, Karl (1869–1942), deutscher evangelisch-lutherischer Geistlicher, Landessuperintendent von Mecklenburg-Strelitz
- Horn, Karl (1888–1971), hessischer Politiker (CDU), Oberbürgermeister der Stadt Bad Homburg
- Horn, Karl (1898–1977), deutscher Politiker (NSDAP), MdR
- Horn, Karl Friedrich (1772–1852), deutscher evangelischer Theologe
- Horn, Karl Friedrich (1779–1831), deutscher Verwaltungsjurist, Oberbürgermeister von Königsberg
- Horn, Karl von (1807–1889), preußischer Verwaltungsbeamter
- Horn, Karl von (1818–1896), bayerischer General der Infanterie
- Horn, Karl von (1833–1911), preußischer Politiker, Geheimer Regierungsrat und Regierungspräsident des Regierungsbezirks Marienwerder (1891–1901)
- Horn, Karl-Heinz (* 1940), deutscher Fußballspieler
- Horn, Katharina (* 1998), deutsche Politikerin (Bündnis 90/Die Grünen)
- Horn, Katrin (* 1983), deutsche Amerikanistin
- Horn, Kendra (* 1976), US-amerikanische Politikerin
- Horn, Kilian (1437–1510), deutscher Dekan und Universitätsrektor
- Horn, Kira (* 1995), deutsche Hockeyspielerin
- Horn, Klas (1583–1632), schwedischer Beamter, Reichsrat und Generalgouverneur von Schwedisch-Pommern
- Horn, Klaus (1934–1985), deutscher Psychologe, Psychoanalytiker und Autor
- Horn, Klaus-Peter (* 1960), deutscher Erziehungswissenschaftler
- Horn, Krister (1622–1692), schwedischer Feldmarschall

#### Horn, L
- Horn, Lambert (1899–1939), deutscher Politiker (KPD), MdR
- Horn, Leo (1916–1995), niederländischer Fußballschiedsrichter
- Horn, Luca (* 1998), deutscher Fußballspieler
- Horn, Luitpold von (1854–1914), bayerischer General der Artillerie

#### Horn, M
- Horn, Magnus Friedrich von (1640–1712), königlich preußischer Generalleutnant und Gouverneur von Geldern
- Horn, Magnus von (* 1983), schwedischer Filmregisseur und DrehbuchautorMagnus von Horn (* 1983)

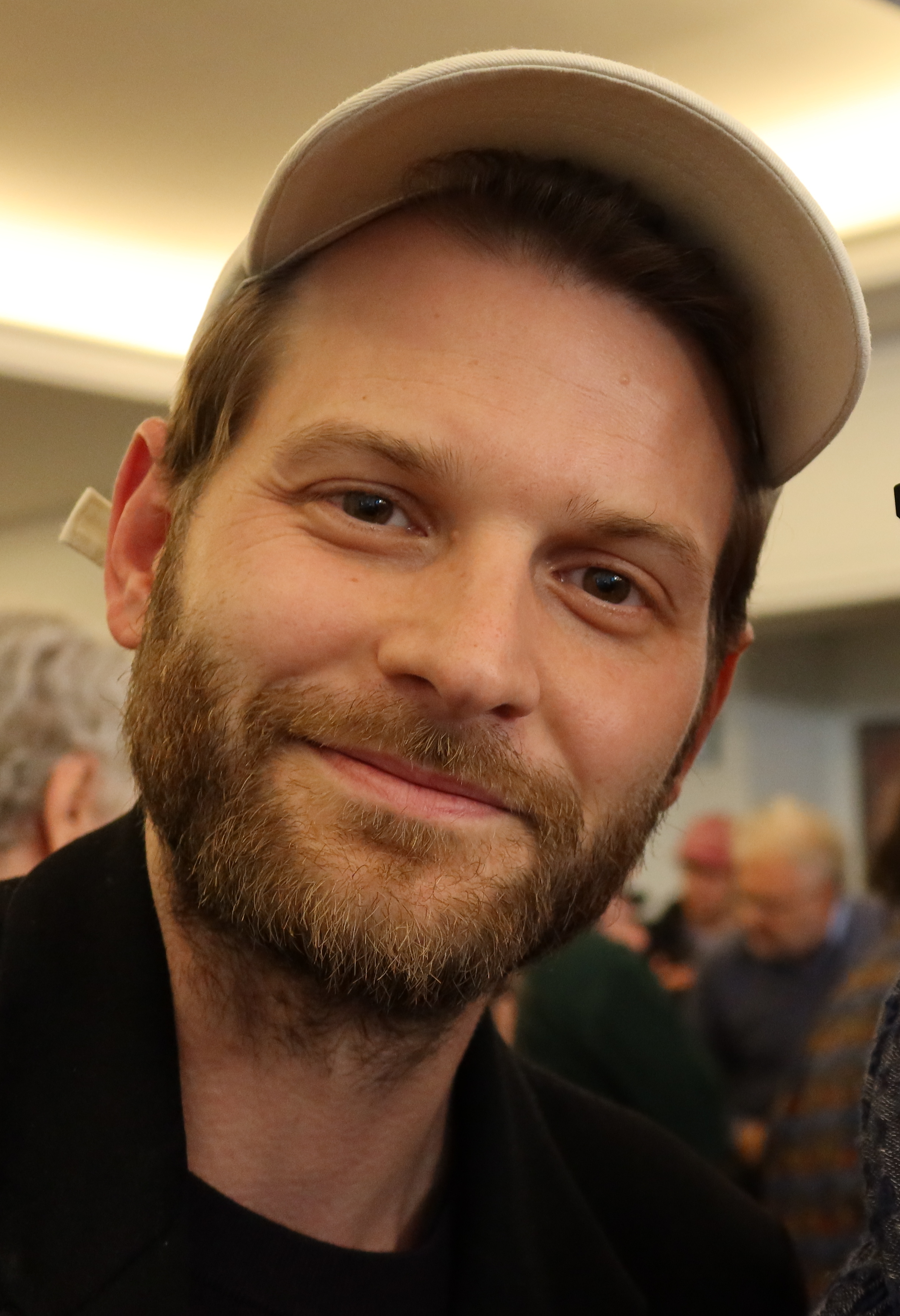
Magnus von Horn (* 1983)

- Horn, Marcus (* 1968), deutscher Schlagzeuger und Musikpädagoge
- Horn, Marion (* 1965), deutsche Journalistin, Chefredakteurin der Bild am Sonntag
- Horn, Markus (* 1971), deutscher Basketballspieler
- Horn, Markus (* 1972), deutscher Jazzpianist, Komponist und Musikpädagoge
- Horn, Martin (1911–1960), deutscher Rechtsanwalt
- Horn, Martin (* 1962), deutscher Schauspieler
- Horn, Martin (* 1971), deutscher Karambolagespieler
- Horn, Martin (* 1984), deutscher Politiker (parteilos), Oberbürgermeister von Freiburg im BreisgauMartin Horn (* 1984)

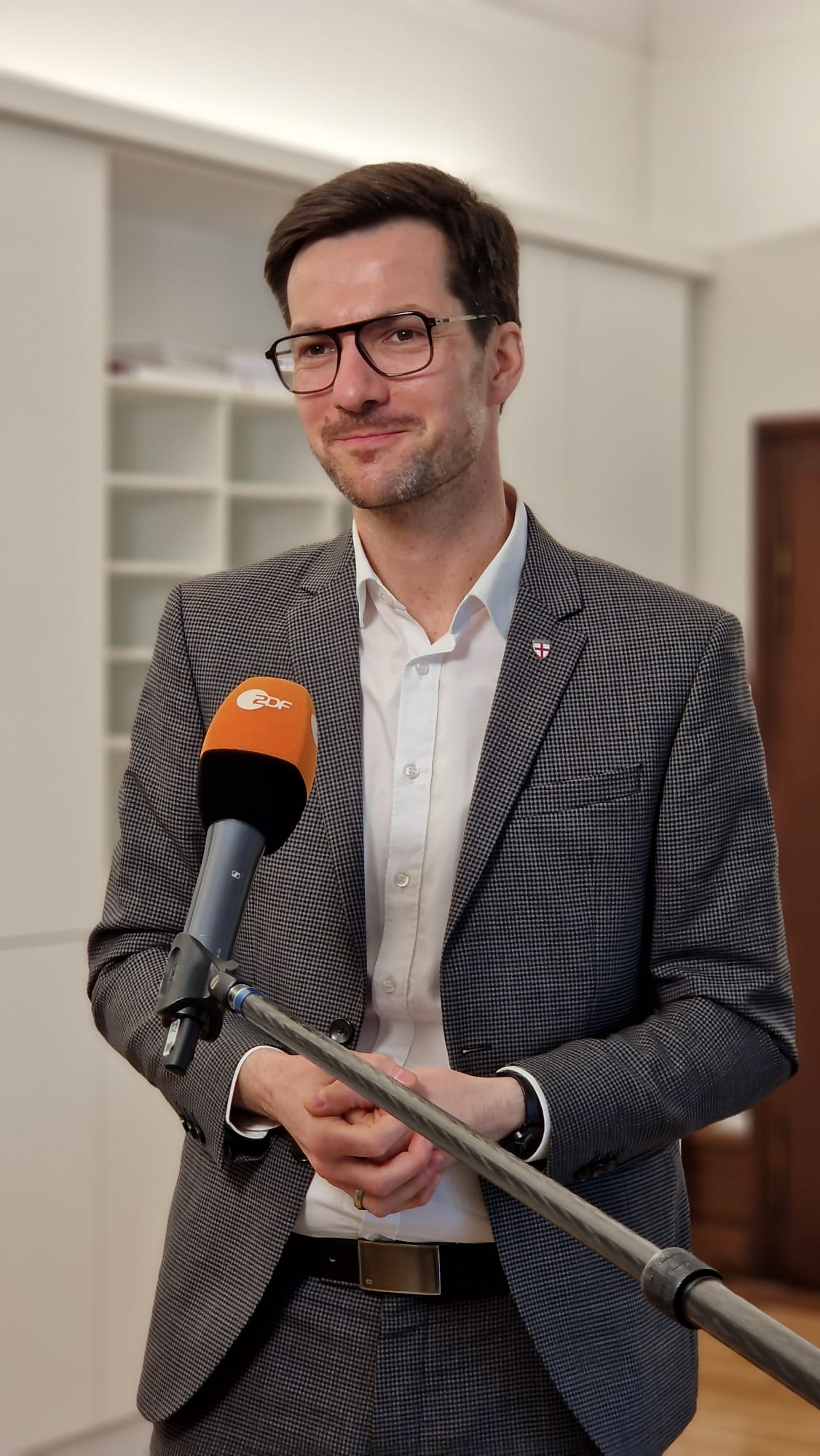
Martin Horn (* 1984)

- Horn, Mathilde von (1875–1943), deutsche Krankenschwester und Generaloberin der Schwesternschaften des Deutschen Roten Kreuzes
- Horn, Max (* 1863), deutscher Landrat und Politiker (NLP), MdR
- Horn, Max (1904–1989), deutscher SS-Hauptsturmführer
- Horn, Melanie (* 1990), deutsche Volleyballspielerin
- Horn, Melissa (* 1987), schwedische Sängerin und Songschreiberin
- Horn, Michael Heinrich (1623–1681), deutscher Chemiker und Mediziner
- Horn, Michelle (* 1987), US-amerikanische Schauspielerin
- Horn, Miguel (* 1948), österreichischer Bildhauer
- Horn, Mike (* 1966), südafrikanisch-schweizerischer ExtremsportlerMike Horn (* 1966)

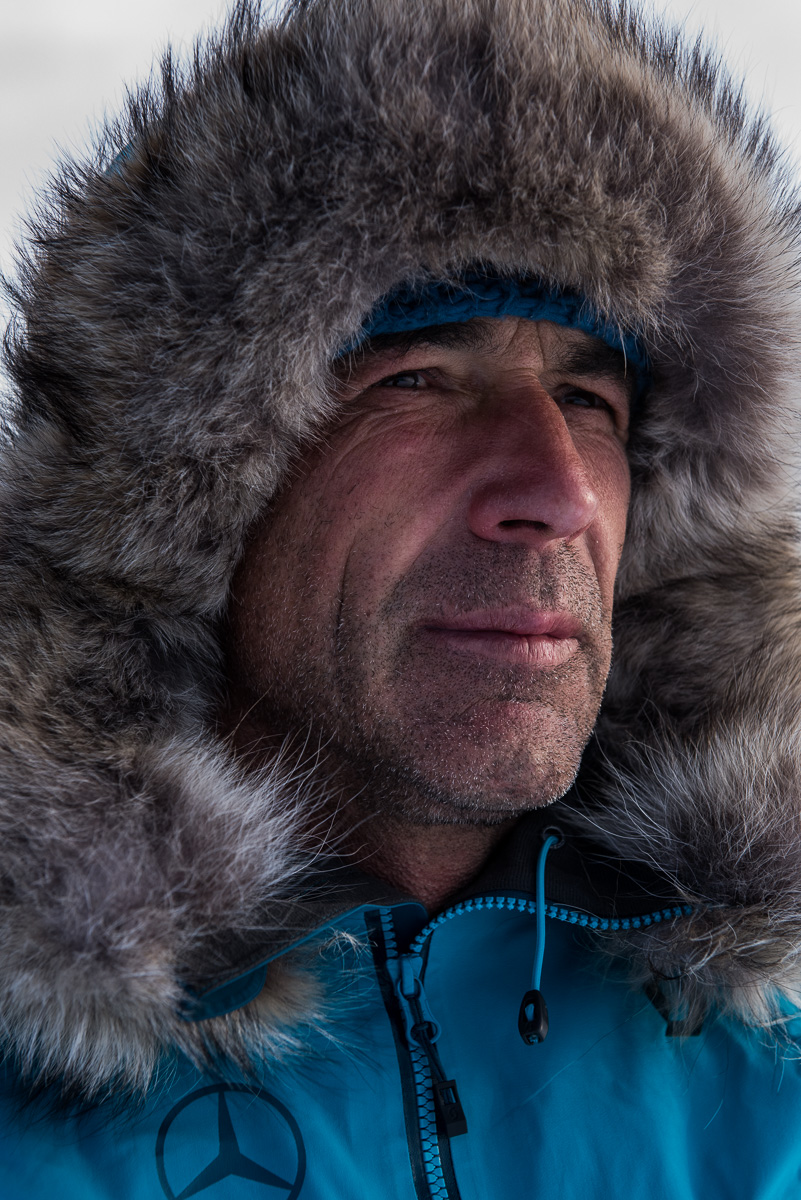
Mike Horn (* 1966)

- Horn, Miriam, US-amerikanische Country-Musikerin
- Horn, Moritz (1814–1874), deutscher Schriftsteller

#### Horn, N
- Horn, Norbert (1936–2023), deutscher Rechtswissenschaftler und Hochschullehrer

#### Horn, O
- Horn, Oliver (1901–1960), US-amerikanischer Wasserballspieler
- Horn, One († 1877), Häuptling der Wakpókiŋyaŋ
- Horn, Otto (1903–1999), deutscher SS-Unterscharführer im Vernichtungslager Treblinka
- Horn, Otto (1905–1967), österreichischer Parteifunktionär (KPÖ)

#### Horn, P
- Horn, Paul (1863–1908), deutscher Orientalist und Iranist
- Horn, Paul (1876–1959), deutscher Bildhauer
- Horn, Paul (1922–2016), deutscher Kirchenmusiker, Organist, Komponist und Musikwissenschaftler
- Horn, Paul (1930–2014), US-amerikanischer Jazzmusiker
- Horn, Paul (* 1940), deutscher Radrennfahrer
- Horn, Peter (1891–1967), deutscher Politiker (CDU), MdL, MdB
- Horn, Peter (1908–1969), deutsch-chilenischer Bildhauer
- Horn, Peter (1934–2019), südafrikanischer Germanist, Dichter und Essayist
- Horn, Philipp (* 1994), deutscher Biathlet
- Horn, Philipp von († 1659), pommerscher Kanzler und brandenburgischer Staatsmann

#### Horn, R
- Horn, Rebecca (1944–2024), deutsche Bildhauerin, Aktionskünstlerin und FilmemacherinRebecca Horn (1944–2024)

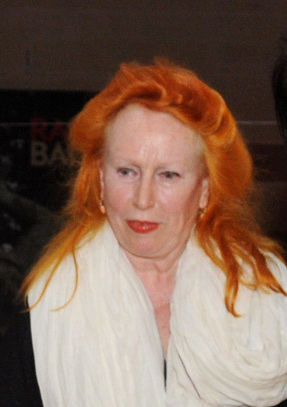
Rebecca Horn (1944–2024)

- Horn, Reece (* 1993), US-amerikanischer American-Football-Spieler
- Horn, Reinhard (* 1955), deutscher Kinderliedermacher
- Horn, René (* 1985), deutscher Gewichtheber
- Horn, Richard (1890–1947), deutscher Politiker, Gewerkschaftsfunktionär
- Horn, Richard (1898–1989), deutscher Bildhauer
- Horn, Richard (1904–1977), deutscher Interbrigadist und Oberstleutnant des Ministeriums für Staatssicherheit
- Horn, Robert Wilhelm (1875–1936), deutscher Schriftsteller
- Horn, Roland M. (* 1963), deutscher Sachbuchautor, Amateur-Astronom, UFO-Phänomen- und Atlantis-Forscher
- Horn, Roni (* 1955), US-amerikanische Fotografin und Objektkünstlerin
- Horn, Roy (1944–2020), deutsch-US-amerikanischer Zauberkünstler
- Horn, Rudi (* 1938), deutscher Schlagersänger
- Horn, Rüdiger (* 1967), deutscher Mittelstreckenläufer
- Horn, Rudolf (1878–1939), deutscher Pädagoge und Politiker (DVP), MdL
- Horn, Rudolf (1903–1984), deutscher klassischer Archäologe
- Horn, Rudolf (* 1929), deutscher Designer und Hochschullehrer
- Horn, Rudolf (* 1954), österreichischer Skilangläufer und Biathlet
- Horn, Rudolf von (1798–1863), preußischer Generalleutnant
- Horn, Rudolf von (1833–1905), preußischer Generalmajor
- Horn, Rudolf von (1866–1934), deutscher General der Artillerie, Präsident des Kyffhäuserbundes
- Horn, Rudy (1933–2018), deutscher Jongleur
- Horn, Ruth (1908–1987), deutsche Politikerin (SPD), MdL

#### Horn, S
- Horn, Sandra (* 1971), deutsche Jazzmusikerin (Trompete, Komposition)
- Horn, Sebastian (* 1970), deutscher Musiker und FernsehmoderatorSebastian Horn (* 1970)

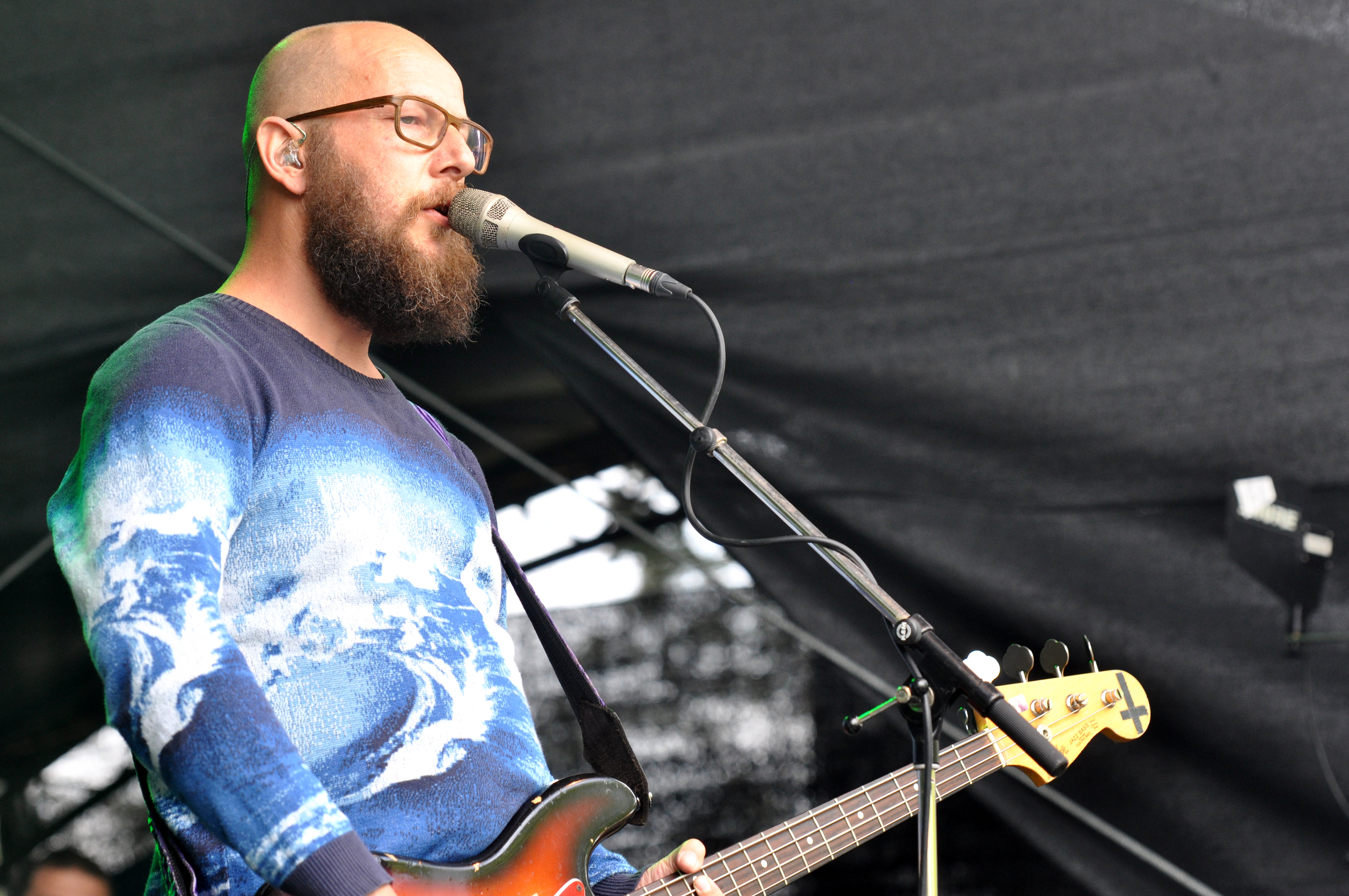
Sebastian Horn (* 1970)

- Horn, Shirley (1934–2005), US-amerikanische Jazzpianistin und Sängerin
- Horn, Siegbert (1950–2016), deutscher Kanute, Olympiasieger und Weltmeister im Kanuslalom
- Horn, Sigrid (* 1990), österreichische Liedermacherin
- Horn, Stefanie (* 1991), deutsch-italienische Slalom-Kanutin
- Horn, Stephan Otto (* 1934), deutscher katholischer Theologe
- Horn, Svend (1906–1992), dänischer Politiker (Socialdemokraterne), Mitglied des Folketing und Minister

#### Horn, T
- Horn, Theodor (1661–1736), deutscher Philosoph
- Horn, Thomas (* 1960), deutscher Kommunalpolitiker (CDU), Verbandsdirektor des Regionalverbandes FrankfurtRheinMain
- Horn, Thomas (* 1997), US-amerikanischer Filmschauspieler
- Horn, Timo (* 1993), deutscher FußballtorhüterTimo Horn (* 1993)

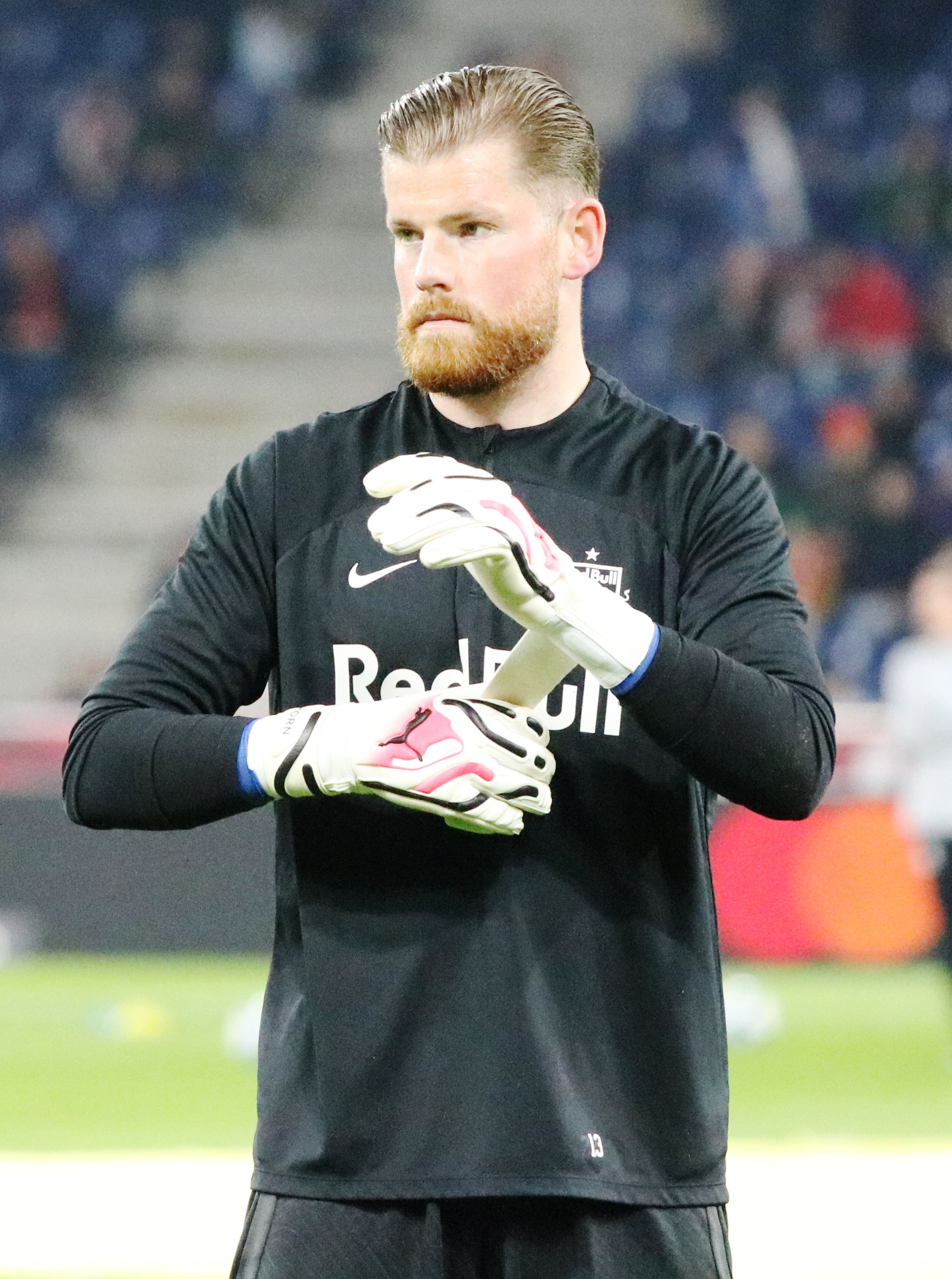
Timo Horn (* 1993)

- Horn, Tom (1860–1903), US-amerikanischer Revolvermann
- Horn, Trevor (* 1949), britischer Musikproduzent, Musiker und Komponist

#### Horn, U
- Horn, Uffo Daniel (1817–1860), böhmischer Schriftsteller deutscher Sprache
- Horn, Ullabritt (1956–2017), deutsche Regisseurin, insbesondere von Dokumentarfilmen

#### Horn, V
- Horn, Valentin (1901–1992), deutscher Agrarwissenschaftler und Tiermediziner
- Horn, Volker (1943–2009), österreichischer Opernsänger und Tenor

#### Horn, W
- Horn, W. O. von (1798–1867), deutscher evangelischer Pfarrer und Volks- und Jugendschriftsteller
- Horn, Walter (1881–1967), deutscher Astronom
- Horn, Walter (1908–1995), deutschamerikanischer Kunsthistoriker
- Horn, Walther (1871–1939), deutscher Entomologe und Direktor des Deutschen Entomologischen Instituts
- Horn, Werner (1903–1978), deutscher Kartograf
- Horn, Werner (* 1938), österreichischer evangelisch-lutherischer Theologe
- Horn, Wilfried (* 1938), deutscher Politiker (CDU)
- Horn, Wilhelm (1876–1952), deutscher Anglist
- Horn, Wilhelm Adrian von († 1694), niederländischer General der Artillerie
- Horn, Wilhelm von (1784–1847), bayerischer Generalmajor
- Horn, Wilhelm von (1803–1871), deutscher Medizinalbeamter
- Horn, Willi (1909–1989), deutscher Kanute
- Horn, Woldemar (1864–1945), deutscher Jurist und Gouverneur
- Horn, Wolfgang (1919–2004), deutscher Psychologe und Hochschullehrer
- Horn, Wolfgang (1925–2018), deutscher Agrarwissenschaftler und Hochschullehrer
- Horn, Wolfgang (1956–2019), deutscher Musikwissenschaftler und Hochschullehrer

### Horn-

#### Horn-B
- Horn-Bernges, Joachim (* 1949), deutscher Songwriter, Songtexter und Musikproduzent

#### Horn-G
- Horn-Goldschmidt, Johann Philipp Jakob von (1724–1796), Generalvikar in Köln

#### Horn-H
- Horn-Helf, Brigitte (* 1948), deutsche Übersetzungswissenschaftlerin und Übersetzerin

#### Horn-O
- Horn-Oncken, Alste (1910–1991), deutsche Kunsthistorikerin

#### Horn-V
- Horn-von Hoegen, Michael (* 1959), deutscher Physiker

#### Horn-Z
- Horn-Zippelius, Dora (1876–1967), deutsche Malerin

### Horna
- Horna, Annett (* 1987), deutsche Leichtathletin
- Horna, Kati (1912–2000), mexikanische Fotojournalistin, surrealistische Fotografin und Lehrerin
- Horna, Luis (* 1980), peruanischer Tennisspieler
- Hornacek, Jeff (* 1963), US-amerikanischer BasketballspielerJeff Hornacek (* 1963)

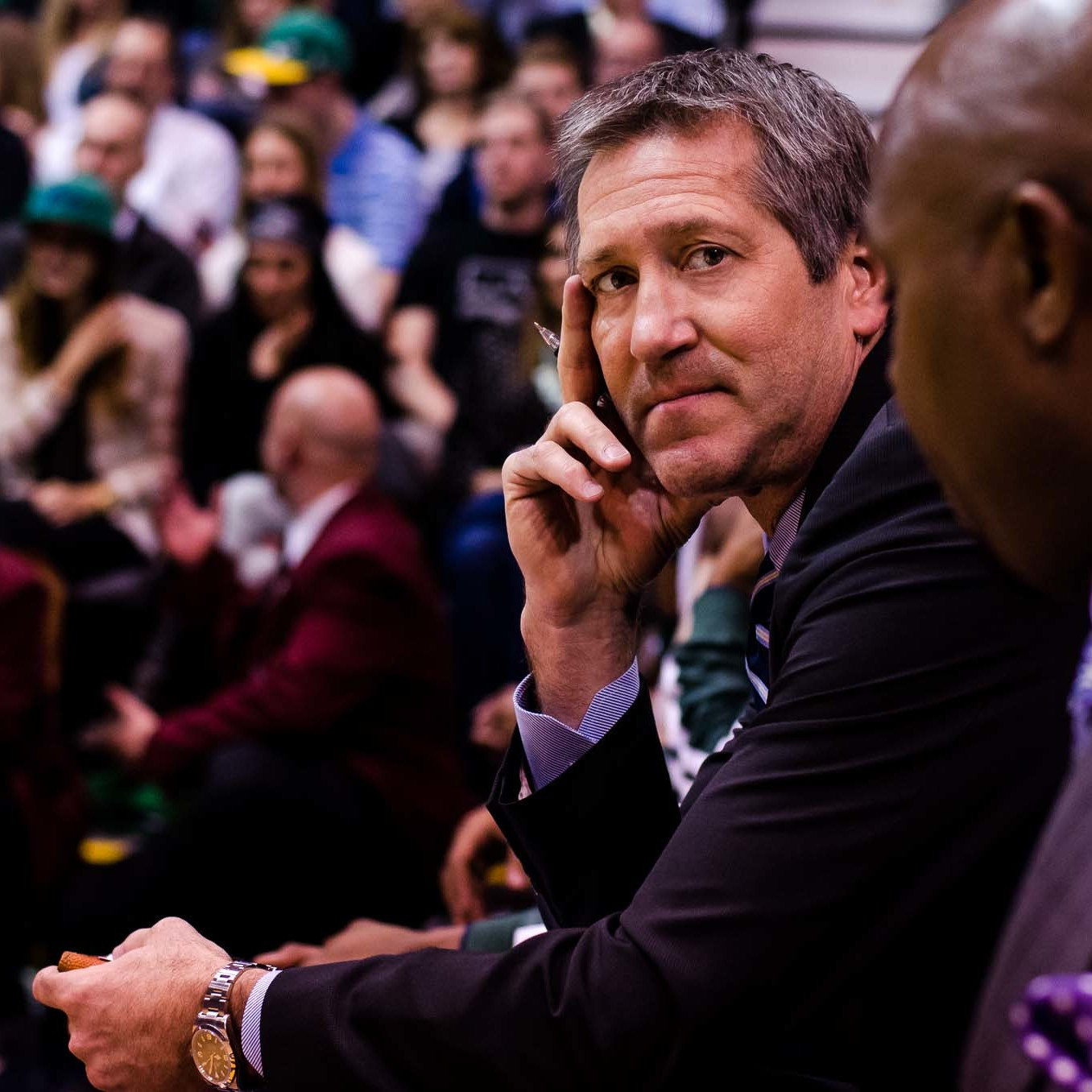
Jeff Hornacek (* 1963)

- Hornacht, ägyptischer Beamter der 19. Dynastie
- Hornack, Yvonne (* 1970), deutsche Schauspielerin
- Hornaday, Jeffrey (* 1956), US-amerikanischer Choreograf und Filmregisseur
- Hornaday, Ron junior (* 1958), US-amerikanischer NASCAR-Fahrer
- Hornaday, William Temple (1854–1937), US-amerikanischer Taxidermist
- Hornai, Sérgio de Jesus Fernandes da Costa, osttimoresischer Jurist und Minister
- Hornai, Virgilio da Costa (* 1973), osttimoresischer Politiker
- Horňák, Michal (* 1970), tschechischer Fußballspieler und -trainer
- Horňáková, Dominika (* 1991), slowakische Handballspielerin und -trainerin
- Hornauer, Alois (1922–1987), deutscher Fußballspieler
- Hornauer, Hans (* 1902), deutscher Verlagsdirektor
- Hornauer, Jan-Eike (* 1979), deutscher Schriftsteller und Lyriker
- Hornauer, Josef (1908–1985), deutscher Fußballspieler
- Hornauer, Rainer (* 1950), deutscher Fußballspieler
- Hornauer, Thomas (* 1960), deutscher Fernsehproduzent, Unternehmer und Esoteriker
- Hornauf, Sven (* 1973), deutscher Politiker (BSW), MdL Brandenburg
- Hornay, António da (1613–1693), Generalkapitän von Solor und Timor und Topasse-Herrscher
- Hornay, Francisco da, Generalkapitän von Solor und Timor und Topasse-Herrscher
- Hornay, Francisco da II., Generalkapitän von Solor und Timor und Topasse-Herrscher
- Hornay, Francisco da III., Generalkapitän von Solor und Timor und Topasse-Herrscher
- Hornay, Francisco Ruas († 1976), osttimoresischer Freiheitskämpfer
- Hornay, Jan da, Dynastiegründer der Topasse
- Hornay, João da († 1757), Herrscher der Topasse, Generalkapitän von Solor und Timor
- Hornay, Júlio (* 1967), osttimoresischer Polizist
- Hornay, Leovigildo, osttimoresischer Politiker
- Hornay, Pedro da, Generalkapitän von Solor und Timor und Topasse-Herrscher

### Hornb
- Hornbach, Adam (1873–1959), deutscher Gewerkschafter
- Hornbach, Albrecht (* 1954), deutscher UnternehmerAlbrecht Hornbach (* 1954)

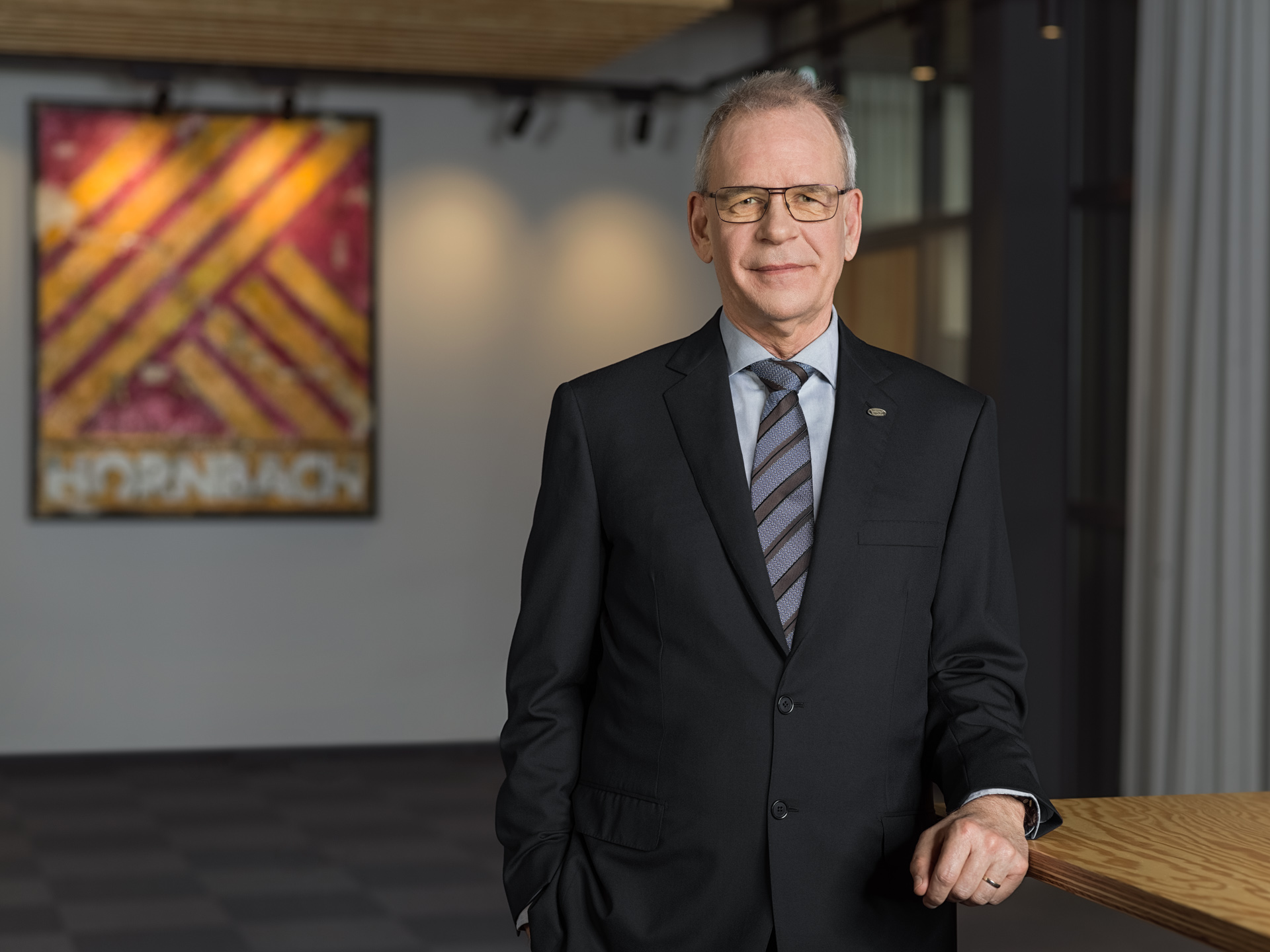
Albrecht Hornbach (* 1954)

- Hornbach, Otmar (1930–2014), deutscher Unternehmer
- Hornbach, Stefan (* 1986), deutscher Autor und Schauspieler
- Hornbacher, Hermann (1905–1984), deutscher Architekt und Hochschullehrer
- Hornbacher, Marya (* 1974), US-amerikanische Autorin und freie Journalistin
- Hornbech, Birthe Rønn (* 1943), dänische Politikerin (Venstre), Mitglied des Folketing
- Hornbeck, John Patrick, US-amerikanischer römisch-katholischer Theologe und Autor
- Hornbeck, John Westbrook (1804–1848), US-amerikanischer Politiker
- Hornbeck, Larry (* 1943), US-amerikanischer Physiker und Ingenieur
- Hornbeck, William (1901–1983), US-amerikanischer Filmeditor
- Hornbein, Tom (1930–2023), US-amerikanischer Bergsteiger
- Hornberg, Antonia (* 1991), deutsche Fußballspielerin
- Hornberg, Sabine (* 1961), deutsche Erziehungswissenschaftlerin
- Hornberger, Alois von (1779–1845), bayerischer Offizier, Ritter des Max-Joseph-Ordens und Beamter
- Hornberger, Christian (1831–1881), deutscher Missionar in Westafrika
- Hornberger, Gerd (1910–1988), deutscher Leichtathlet
- Hornberger, Hans (1907–1944), deutscher Widerstandskämpfer gegen den Nationalsozialismus
- Hornberger, Karl (1900–1988), deutscher Weitspringer
- Hornberger, Karl Richard (1849–1918), deutscher Naturwissenschaftler
- Hornberger, Karl-Rudolf (1931–2025), deutscher HeimatdichterKarl-Rudolf Hornberger (1931–2025)

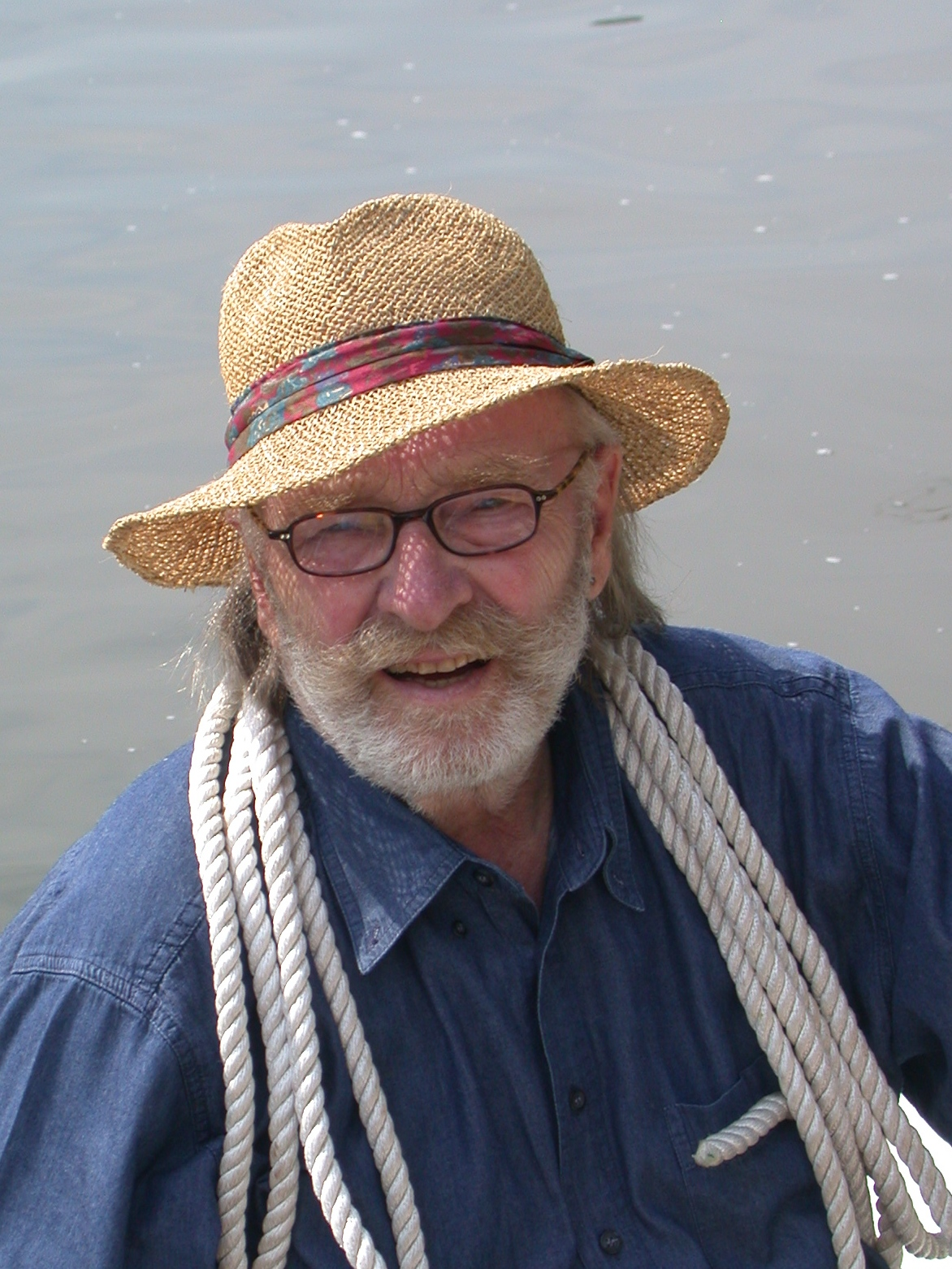
Karl-Rudolf Hornberger (1931–2025)

- Hornberger, Klaus (* 1971), deutscher Physiker und Hochschullehrer für Theoretische Physik
- Hornberger, Martin (* 1961), deutscher Sportfunktionär
- Hornberger, Wilhelm (1819–1882), deutscher Bildhauer und Steinmetz
- Hörnblad, Lisa (* 1996), schwedische Skirennläuferin
- Hornblow, Arthur junior (1893–1976), US-amerikanischer Filmproduzent
- Hornblow, Keegan (* 2001), neuseeländischer Radrennfahrer
- Hornblow, Leonora (1920–2005), US-amerikanische Schriftstellerin
- Hornblower, Josiah (1729–1809), US-amerikanischer Politiker
- Hornblower, Simon (* 1949), britischer Klassischer Altertumswissenschaftler und Althistoriker
- Hornborg, Signe (1862–1916), finnische Architektin
- Hornbostel, August (1786–1838), österreichischer Autor und Arzt
- Hornbostel, Charles (1911–1989), US-amerikanischer Mittelstreckenläufer
- Hornbostel, Christian Georg (1778–1841), österreichischer Textilfabrikant und Erfinder
- Hornbostel, Christian Ludwig Ludolph Carl (1796–1855), deutscher Jurist und Abgeordneter
- Hornbostel, Erich Moritz von (1877–1935), österreichisch-deutscher Musikethnologe
- Hornbostel, Friedrich Leopold (1785–1852), deutscher Verwaltungsjurist und Abgeordneter
- Hornbostel, Hans (1916–2003), deutscher Internist und Hochschullehrer
- Hornbostel, Helene von (1815–1889), österreichische Frauenrechtlerin
- Hornbostel, Hermann Christian (1695–1757), deutscher evangelisch-lutherischer Geistlicher und Hauptpastor in Hamburg
- Hornbostel, Stefan (* 1955), deutscher Wissenschaftsforscher und Sozialwissenschaftler
- Hornbostel, Theodor (1889–1973), österreichischer Politiker und Diplomat
- Hornbostel, Theodor von (1815–1888), österreichischer Textil-Unternehmer und Politiker
- Hornbostel, Wilhelm (* 1943), deutscher Klassischer Archäologe
- Hornbuckle, Alexis (* 1985), US-amerikanische Basketballspielerin
- Hornburg, Hal M. (* 1945), US-amerikanischer Offizier, General der US Air Force
- Hornburg, Hedwig (1885–1975), deutsche Malerin und Lehrerin
- Hornburg, Wilfried (* 1956), deutscher Museumsleiter
- Hornby, Frank (1863–1936), britischer Erfinder, Geschäftsmann und Politiker (Konservative Partei), Mitglied des House of Commons
- Hornby, Fraser (* 1999), schottischer Fußballspieler
- Hornby, Geoffrey Thomas Phipps (1825–1895), britischer Admiral
- Hornby, Monkey (1847–1925), englischer Cricket- und Rugbyspieler
- Hornby, Nick (* 1957), britischer Schriftsteller und DrehbuchautorNick Hornby (* 1957)

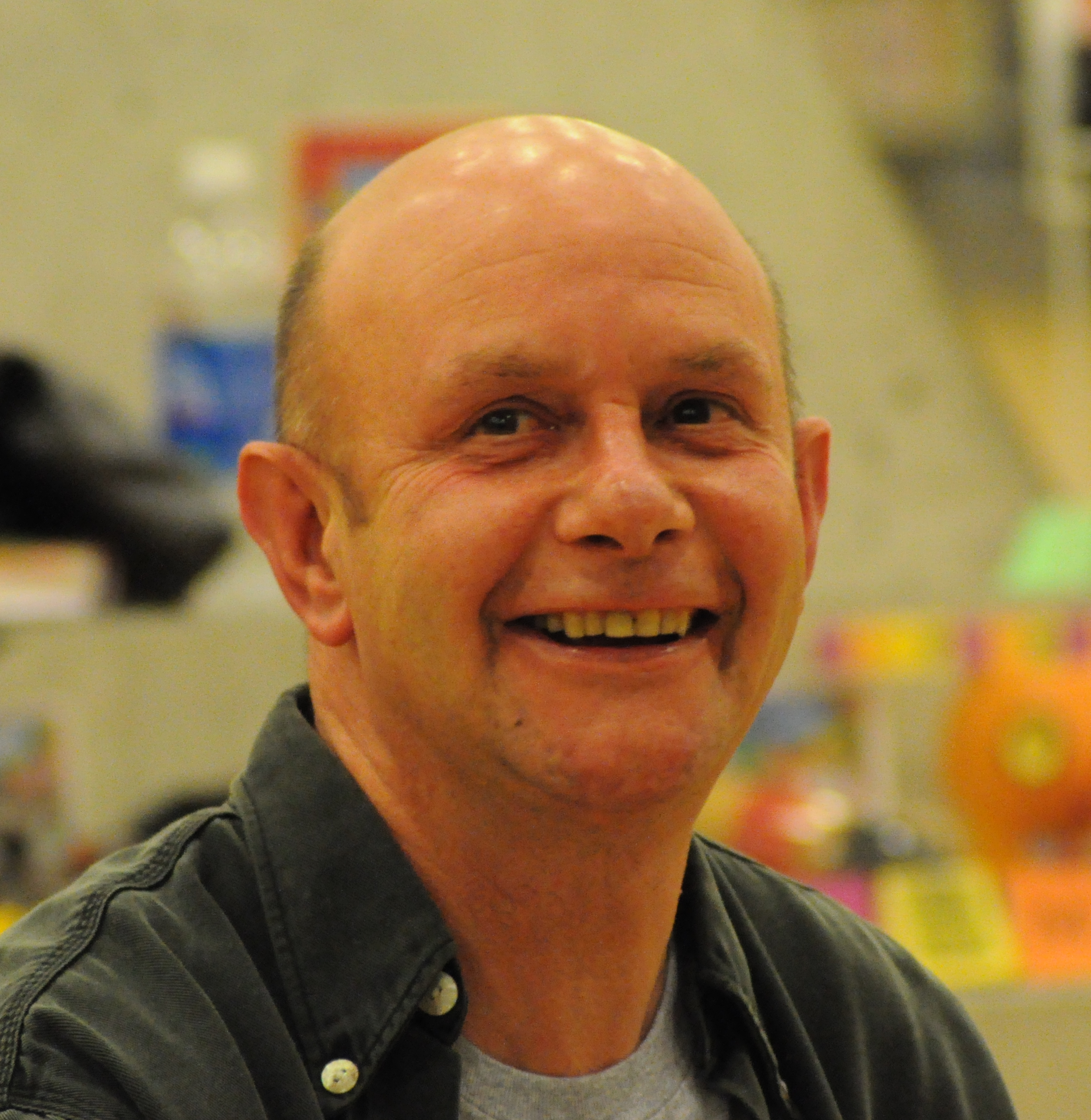
Nick Hornby (* 1957)

- Hornby, William (* 1899), englischer Fußballspieler

### Hornc
- Horncastle, Mona (* 1973), deutsche Autorin und Kuratorin

### Hornd
- Horndal, Sissel (* 1970), norwegische Autorin, Illustratorin, Designerin und Künstlerin
- Horndasch, Erich (1926–2010), bayerischer Künstler
- Horndasch, Matthias (1961–2015), deutscher Pianist, Komponist, Autor und Moderator
- Horndasch, Max (1879–1967), deutscher Journalist und Schriftsteller
- Horndash, Ulrich (* 1951), deutscher Künstler

### Horne
- Horne Tooke, John (1736–1812), britischer Schriftsteller und Politiker
- Horne, Alex (* 1978), britischer KomikerAlex Horne (* 1978)

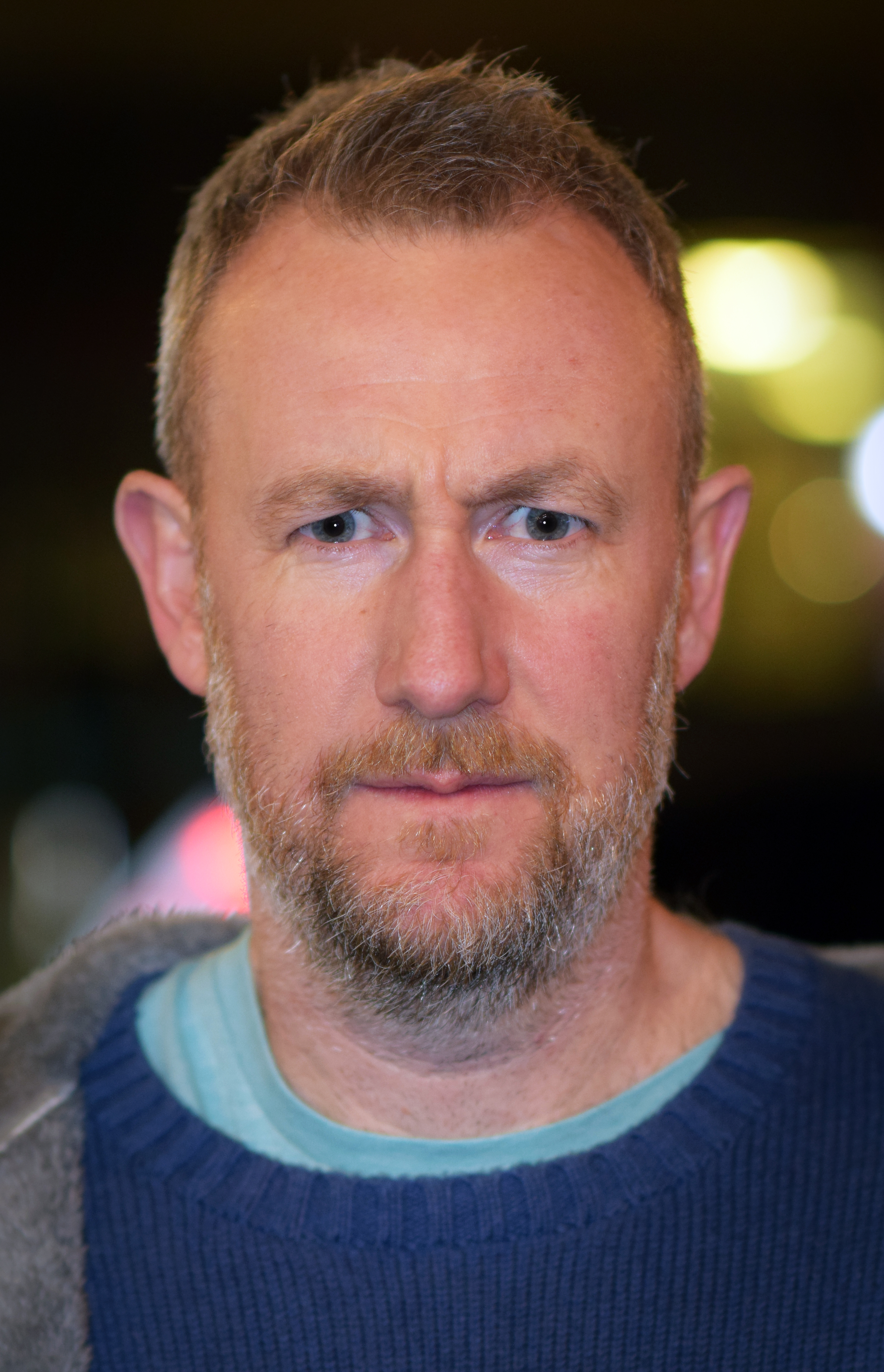
Alex Horne (* 1978)

- Horné, Alfred (1928–2014), deutscher Journalist, Autor und Gewerkschafter
- Horne, Alice Merrill (1868–1948), US-amerikanische Künstlerin und Politikerin
- Horne, Alistair (1925–2017), britischer Journalist, Biograf und Historiker
- Horne, Barry (1952–2001), englischer Tierrechtler
- Horne, Buddy (1933–1977), kanadischer Eishockeyspieler
- Horne, Christian (1838–1912), norwegischer Lehrer und Politiker
- Horne, Ciara (* 1989), britische Bahnradsportlerin
- Horne, Des (1939–2015), südafrikanischer Fußballspieler
- Horne, Frederick J. (1880–1959), US-amerikanischer Admiral
- Horne, Geoffrey (* 1933), US-amerikanischer Schauspieler
- Horne, Gerald (* 1949), US-amerikanischer Historiker
- Horne, Graham (* 1971), schottischer Snookerspieler
- Horne, Henry, 1. Baron Horne (1861–1929), britischer General
- Horne, Herbert Percy (1864–1916), britischer Kunsthistoriker und Kunstsammler
- Horne, James W. (1881–1942), US-amerikanischer Filmregisseur, Drehbuchautor und Schauspieler
- Horne, Janet († 1727), Schottin, die der Hexerei angeklagt war
- Horne, Jennifer F. M. (1931–2008), kenianische Ornithologin und Bioakustikerin
- Horne, Jimmy Bo (* 1949), US-amerikanischer Musiker, Sänger und Aufnahmekünstler
- Horne, John (1835–1905), schottischer Botaniker und Pflanzensammler
- Horne, John (1848–1928), schottischer Geologe
- Horne, John (* 1949), britischer Historiker
- Horne, Jonathan (* 1989), deutscher Karateka
- Horne, Keith (* 1955), US-amerikanisch-britischer Astronom und Hochschullehrer
- Horne, Lena (1917–2010), US-amerikanische Sängerin und SchauspielerinLena Horne (1917–2010)

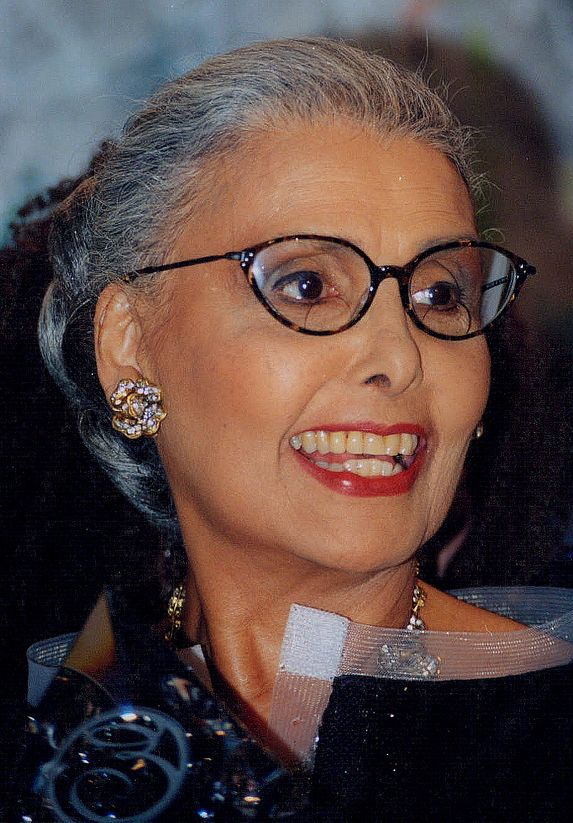
Lena Horne (1917–2010)

- Horne, Lotte (* 1943), dänische Schauspielerin
- Horne, Marilyn (* 1934), US-amerikanische Opern- und Konzertsängerin (Mezzosopran)Marilyn Horne (* 1934)

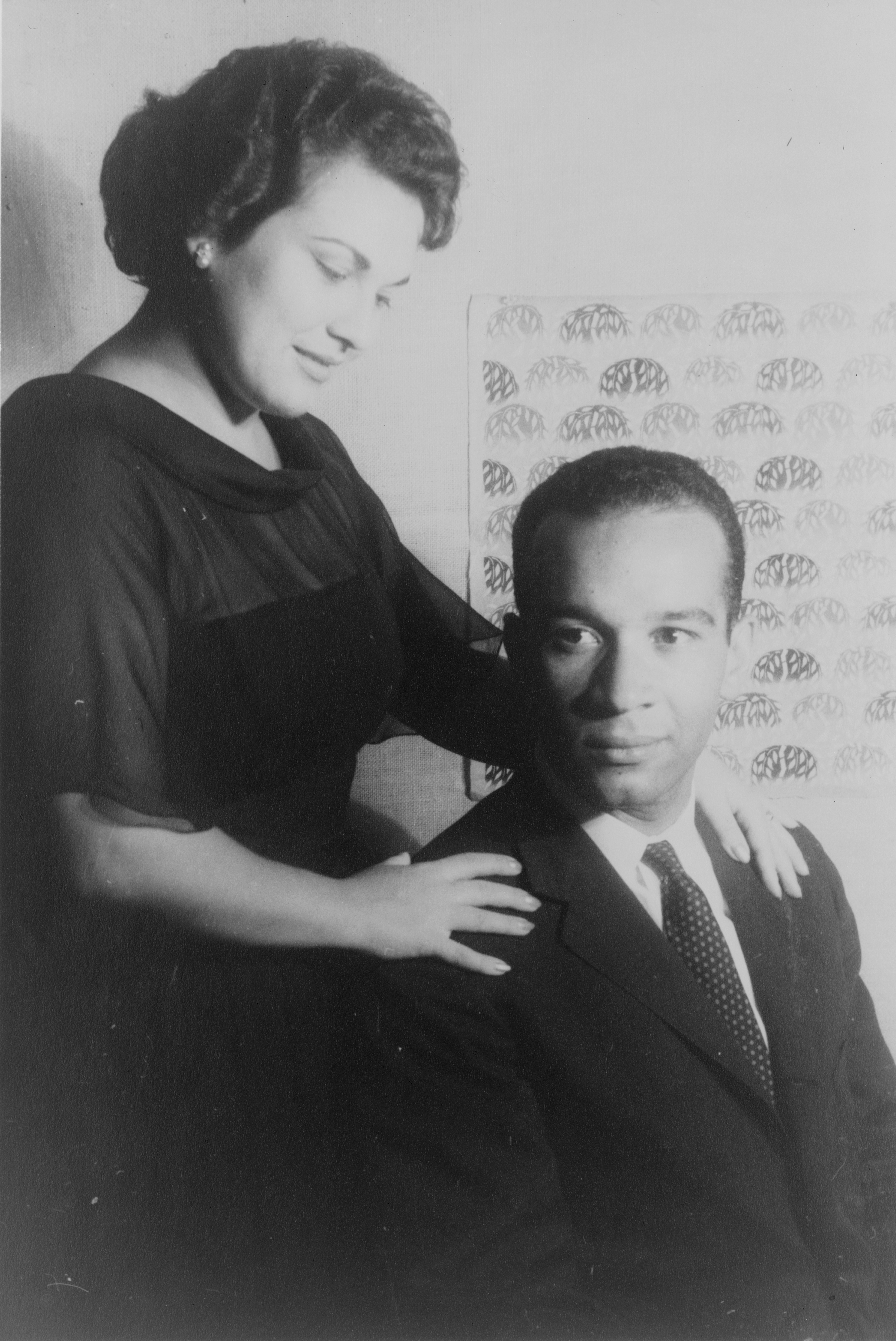
Marilyn Horne (* 1934)

- Horne, Michael (1943–2019), US-amerikanischer Physiker
- Horne, Richard Henry (1803–1884), englischer Schriftsteller
- Horne, Robert, britischer Cricketspieler
- Horne, Robert, 1. Viscount Horne of Slamannan (1871–1940), britischer Hochschullehrer, Rechtsanwalt und Politiker
- Horné, Roger (1946–2015), deutscher Journalist und Fernsehmoderator
- Horne, Solveig (* 1969), norwegische Politikerin
- Horne, Stan (* 1944), englischer Fußballspieler
- Horne, Victoria (1911–2003), US-amerikanische Schauspielerin
- Horne-Rasmussen, Sigrid (1915–1982), dänische Schauspielerin
- Horneber, Petra (* 1965), deutsche Sportschützin
- Horneber, Stefan (* 1986), österreichisch-deutscher Eishockeytorwart
- Horneck von Weinheim, Heinrich (1843–1896), deutscher Gutsbesitzer und Politiker (Zentrum), MdR
- Horneck, Anton (1641–1697), anglikanischer Theologe
- Horneck, Karl (1894–1974), österreichischer Arzt und Rassenhygieniker
- Hornecker, Léon (1864–1924), französischer Maler und Aquarellist
- Hornecker, Sarah (1986–2024), deutsche Schachspielerin, Studienkomponistin und Publizistin
- Hornedo Correa, Antonio de (1915–2006), peruanischer Geistlicher, römisch-katholischer Bischof von Chachapoyas
- Hornef, Heinrich (* 1931), deutscher Manager
- Hornef, Ingrid (* 1940), deutsche Bildhauerin, Installationskünstlerin, Kuratorin und Malerin
- Horneffer, August (1875–1955), deutscher Philologe, Philosoph, Schriftsteller, Freimaurer und Übersetzer
- Horneffer, Ernst (1871–1954), deutscher Philologe, freireligiöser Dozent, Freimaurer und Philosoph
- Horneffer, Katja (* 1968), deutsche Meteorologin und Fernsehmoderatorin
- Hornegg, Rudolf (1898–1984), österreichischer Rundfunksprecher und Fernsehmoderator
- Hornegger, Franz (* 1953), österreichischer Politiker (FPÖ, BZÖ), Landtagsabgeordneter, Abgeordneter zum Nationalrat
- Hornegger, Joachim (* 1967), deutscher Informatiker, Hochschullehrer und Rektor der Universität Erlangen-NürnbergJoachim Hornegger (* 1967)

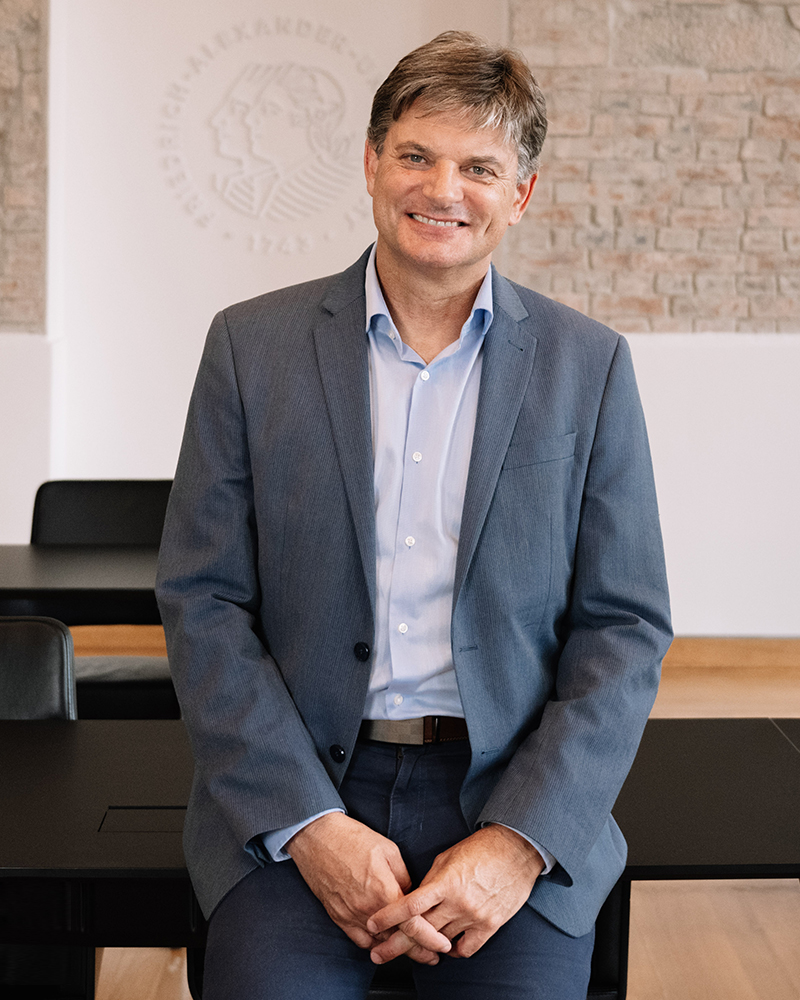
Joachim Hornegger (* 1967)

- Horneis, Franz Xaver († 1749), deutscher Stuckateur der Barockzeit
- Hornejus, Johann Gottfried (1689–1757), evangelischer Theologe und Generalsuperintendent in Vor- und Hinterpommern (1733–1757)
- Hornejus, Konrad (1590–1649), deutscher evangelischer Theologe
- Hornek, Erwin (* 1959), österreichischer Politiker (ÖVP), Abgeordneter zum Nationalrat
- Hornek, Michael (* 1977), österreichischer Jazzpianist und Musikproduzent
- Hornek, Otto (* 1967), österreichischer Posaunist, Komponist und Arrangeur
- Hornel, Edward Atkinson (1864–1933), schottischer Maler
- Hörnell, Sven (1919–1992), schwedischer Fotograf
- Horneman, Charly (* 2004), dänischer Fußballspieler
- Horneman, Christian (1765–1844), dänischer Maler
- Horneman, Christian (1840–1906), dänischer Komponist
- Hornemann Hansen, Axel (1899–1933), dänischer Radrennfahrer
- Hornemann, Carl (1811–1896), deutscher Chemiker, Unternehmer (gilt als Gründer der Pelikan AG), Politiker und Senator
- Hörnemann, Charly (* 1948), luxemburgischer Studiomusiker
- Hornemann, Christian Friedrich (1783–1861), deutscher Hofbuchhändler, Kunsthändler, Verleger, Lithograf, Kupferstecher, Zeichenlehrer, Diakon
- Hornemann, Friedrich Adolph (1813–1890), deutscher Maler und Lithograf
- Hornemann, Friedrich Georg († 1786), deutscher Pastor der evangelisch-lutherischen Stadtpfarrkirche St. Andreas und Lehrer am Gymnasium Andreanum in Hildesheim
- Hornemann, Friedrich Konrad (1772–1801), Afrikaforscher
- Hornemann, Georg (* 1940), deutscher Goldschmied und Schmuckkünstler
- Hörnemann, Heinrich (1906–1977), deutscher Landwirt und Politiker (CDU), MdB
- Hornemann, Jens Wilken (1770–1841), dänischer Botaniker
- Hornemann, Johannes (1877–1940), deutscher Industrieller
- Hornemann, Thomas (* 1943), deutscher Maler
- Hörnemann, Werner (1920–1997), deutscher Kinder- und Jugendbuchautor; Verleger
- Horner, Alex Kapp (* 1969), US-amerikanische Schauspielerin
- Horner, Anton (1877–1971), US-amerikanischer Hornist
- Horner, Carl, US-amerikanischer Schauspieler und Spezialist für visuelle und Spezialeffekte
- Horner, Christian (* 1973), britischer Automobilrennfahrer und MotorsportmanagerChristian Horner (* 1973)

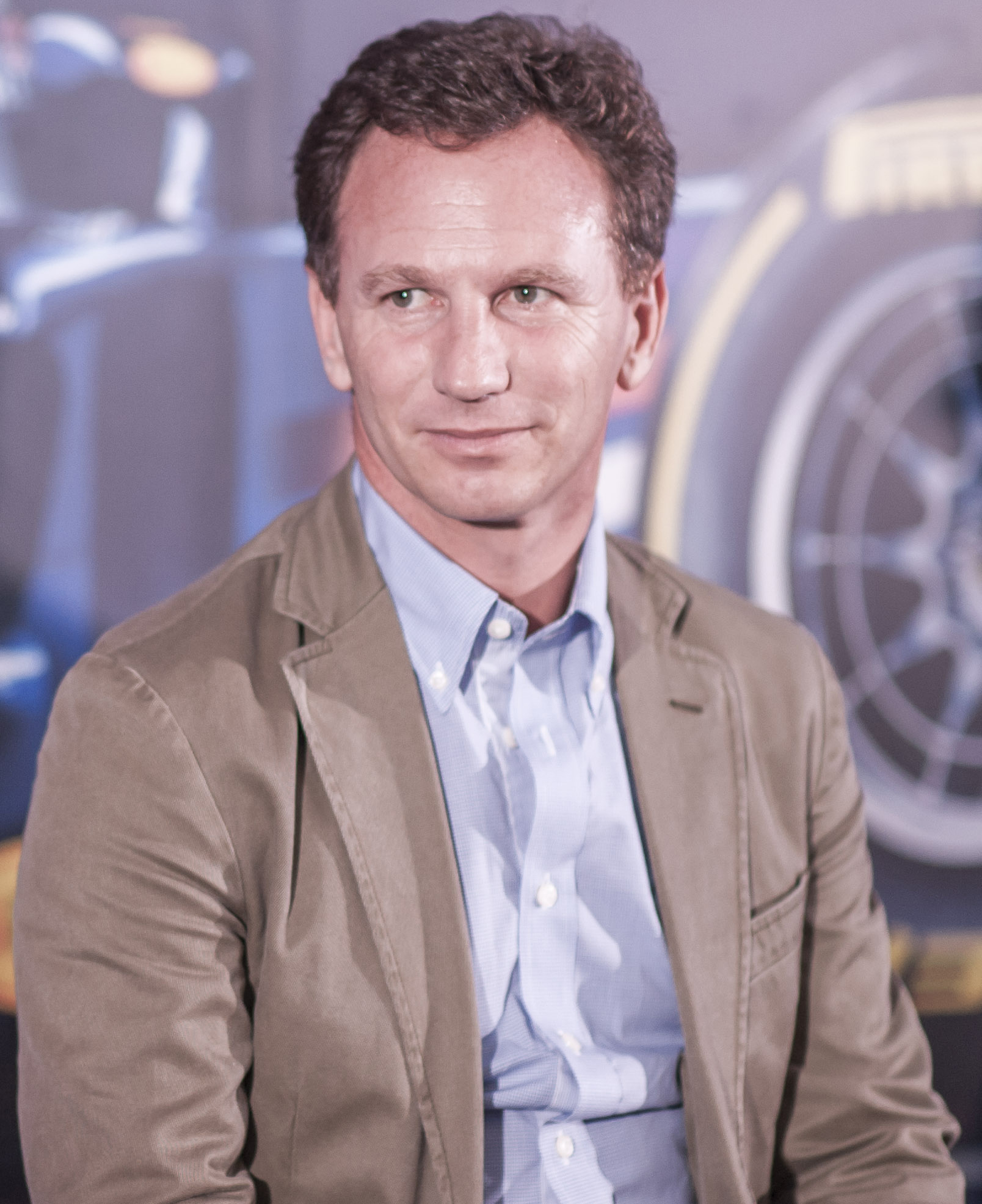
Christian Horner (* 1973)

- Horner, Christopher (* 1955), US-amerikanischer Anthropologe und Bühnenbildner
- Horner, Christopher (* 1971), US-amerikanischer Radrennfahrer
- Horner, Chuck (* 1936), US-amerikanischer Offizier, General der US Air Force
- Horner, Craig (* 1983), australischer Schauspieler
- Hörner, Dieter (1941–2014), deutscher Politiker (CDU), MdL
- Hörner, Fernand (* 1974), deutscher Medienwissenschaftler
- Hörner, Franz (1882–1944), deutscher Automobilrennfahrer
- Horner, Franz (1936–2001), österreichischer Politikwissenschaftler
- Horner, Friedrich (1800–1864), Schweizer Landschafts- und Genremaler
- Hörner, Friedrich (1877–1954), deutscher Kommunalpolitiker
- Hörner, Friedrich Ludwig (1790–1846), württembergischer Verwaltungsjurist und Landtagsabgeordneter
- Horner, Georg (* 1989), österreichischer Triathlet
- Hörner, Hadwig (1927–2019), deutsche Klassische Philologin
- Hörner, Hans (1900–1960), deutscher Gärtner, Politiker und Vizepräsident des Bayerischen Senats
- Hörner, Hans (1903–1968), deutscher Dirigent
- Hörner, Hans-Peter (* 1951), deutscher Politiker (AfD), MdL
- Horner, Hanspeter (1956–2025), schweizerischer Theaterregisseur
- Horner, Harry (1910–1994), österreichischer Szenen- und Bühnenbildner
- Horner, Heinz (* 1938), deutscher Physiker
- Horner, Henry (1879–1940), US-amerikanischer Politiker. Gouverneur von Illinois (1933–1940)
- Horner, Hermann (* 1892), Opernsänger des Stimmfaches Bassbariton
- Horner, Jack (1927–2004), kanadischer Politiker
- Horner, Jack (* 1946), US-amerikanischer Paläontologe
- Horner, James (1953–2015), US-amerikanischer FilmkomponistJames Horner (1953–2015)

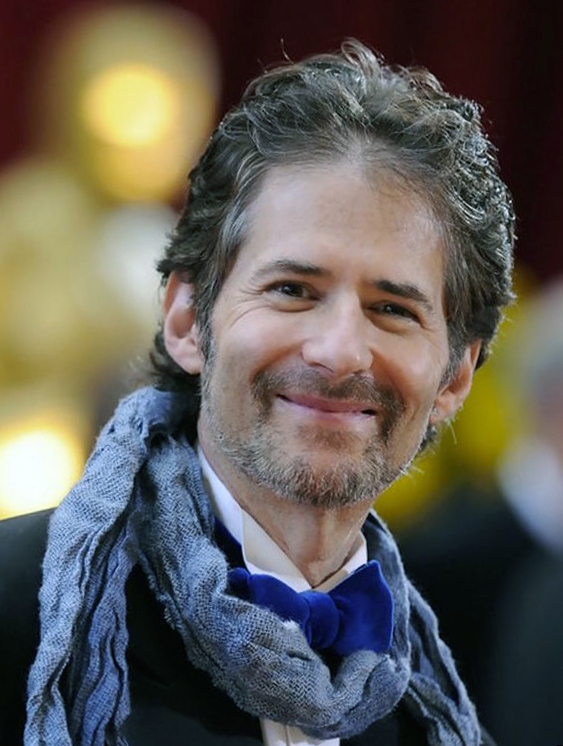
James Horner (1953–2015)

- Horner, Johann Friedrich (1831–1886), Schweizer Ophthalmologe
- Hörner, Johann Georg (1785–1873), deutscher Bürgermeister, Sozialreformer und Revolutionär
- Horner, Johann Kaspar (1774–1834), Schweizer Astronom und Mathematiker
- Horner, John S. (1802–1883), US-amerikanischer Politiker
- Horner, Josef (1838–1915), österreichischer Beamter und Politiker, Landtagsabgeordneter
- Hörner, Jürgen (1965–2020), deutscher Medienmanager
- Hörner, Karl Hermann von (1809–1880), württembergischer Oberamtmann und Politiker
- Horner, Leonard (1785–1864), schottischer Geologe, Sozial- und Erziehungsreformer
- Horner, Leopold (1911–2005), deutscher Chemiker
- Horner, Liam (1943–2003), irischer Radrennfahrer
- Horner, Lindsey (* 1960), amerikanischer Bassist des Modern Creative Jazz
- Hörner, Mara (* 1980), deutsche Sachbuchautorin und Bloggerin
- Horner, Matina (* 1939), US-amerikanische Psychologin und Hochschullehrerin
- Horner, Max (1881–1943), sudetendeutscher Philologe und Schriftsteller
- Horner, Mike (* 1955), US-amerikanischer PornodarstellerMike Horner (* 1955)

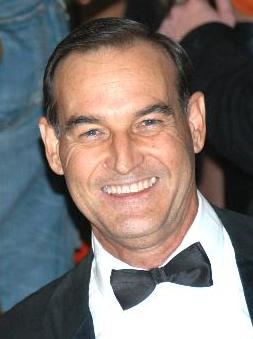
Mike Horner (* 1955)

- Horner, Nancy († 1984), schottische Badmintonspielerin
- Horner, Nils (1962–2014), schwedisch-britischer Journalist und Kriegsreporter
- Hörner, Oliver (* 1967), deutscher Schauspieler
- Hörner, Otto (1884–1945), deutscher Träger der Auszeichnung „Gerechter unter den Völkern“
- Hörner, Otto Friedrich (1746–1781), deutscher lutherischer Theologe, Diakon und Schriftsteller
- Horner, Penelope (* 1939), britische Schauspielerin
- Horner, Rebecca (* 1989), österreichische Schauspielerin und Balletttänzerin
- Horner, Red (1909–2005), kanadischer Eishockeyspieler
- Horner, Remigius, österreichischer Baumeister, Altarbauer und Tischler
- Horner, Romuald (1827–1901), Abt des Stiftes Sankt Peter (Salzburg)
- Hörner, Silke (* 1965), deutsche Schwimmerin
- Hörner, Stefan (1961–2016), deutscher Historiker
- Hörner, Stephan (* 1958), deutscher Musikwissenschaftler
- Horner, Suzanne (* 1963), englische Squashspielerin
- Hörner, Thomas (* 1966), deutscher Autor
- Horner, Tim (* 1956), amerikanischer Jazzmusiker (Schlagzeug, Komposition)
- Hörner, Unda (* 1961), deutsche Schriftstellerin
- Horner, Uschi (* 1967), österreichische Regisseurin
- Horner, William George (1786–1837), englischer Mathematiker
- Horner, Yvette (1922–2018), französische Akkordeonistin
- Hornet La Frappe (* 1991), französischer Rapper
- Hornetjerichet, Prinz der altägyptischen 6. Dynastie
- Horney, Brigitte (1911–1988), deutsche SchauspielerinBrigitte Horney (1911–1988)

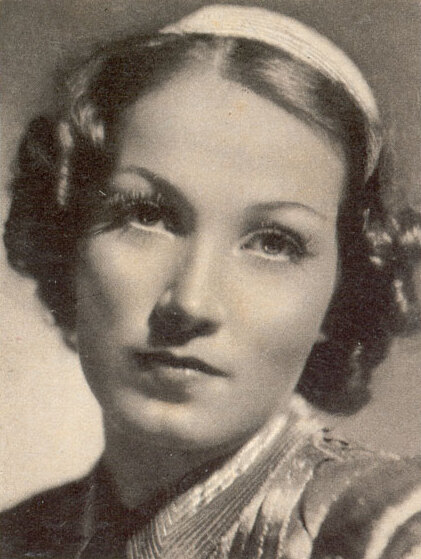
Brigitte Horney (1911–1988)

- Horney, Jane (1918–1945), schwedische Spionin
- Horney, Judy (* 1979), deutsche Dreh-, Sachbuchautorin und Werbetexterin
- Horney, Julie (1948–2016), US-amerikanische Psychologin, Soziologin und Kriminologin
- Horney, Karen (1885–1952), deutsch-US-amerikanische Psychoanalytikerin und AutorinKaren Horney (1885–1952)

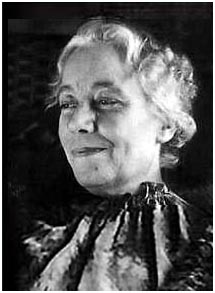
Karen Horney (1885–1952)

### Hornf
- Hornfeck, Bernhard (1929–2006), deutscher Mathematiker
- Hornfeck, Susanne (* 1956), deutsche Autorin und Übersetzerin
- Hornfischer, Kurt (1910–1958), deutscher Ringer

### Horng
- Horng, Shin-jeng (* 1970), taiwanischer Badmintonspieler
- Horngacher, Katharina (* 1941), österreichische Politikerin (ÖVP), Landtagsabgeordnete, Abgeordnete zum Nationalrat
- Horngacher, Roland (* 1960), österreichischer Polizist (Landespolizeikommandant von Wien)
- Horngacher, Stefan (* 1969), österreichischer Skispringer und Trainer

### Hornh
- Hornhardt, Karl von (1872–1958), deutscher Konteradmiral der Reichsmarine
- Hornhues, Bettina (* 1972), deutsche Bankkauffrau und Politikerin (CDU), MdB
- Hornhues, Karl-Heinz (* 1939), deutscher Politiker (CDU), MdB

### Horni
- Hörni, Konrad (1847–1926), Schweizer Unternehmer und Politiker
- Horniblow, Hilda (1886–1950), britische Offizierin
- Hornibrook, Manuel (1893–1970), australischer Bauunternehmer und Bauingenieur
- Hornibrook, William H. (1884–1946), US-amerikanischer Politiker und Diplomat
- Horníček, Miroslav (1918–2003), tschechischer Schauspieler, Schriftsteller, Regisseur, bildender Künstler und Theatertheoretiker
- Hörnich, Anja (* 1967), deutsches Fotomodell, Schönheitskönigin und ModeratorinAnja Hörnich (* 1967)

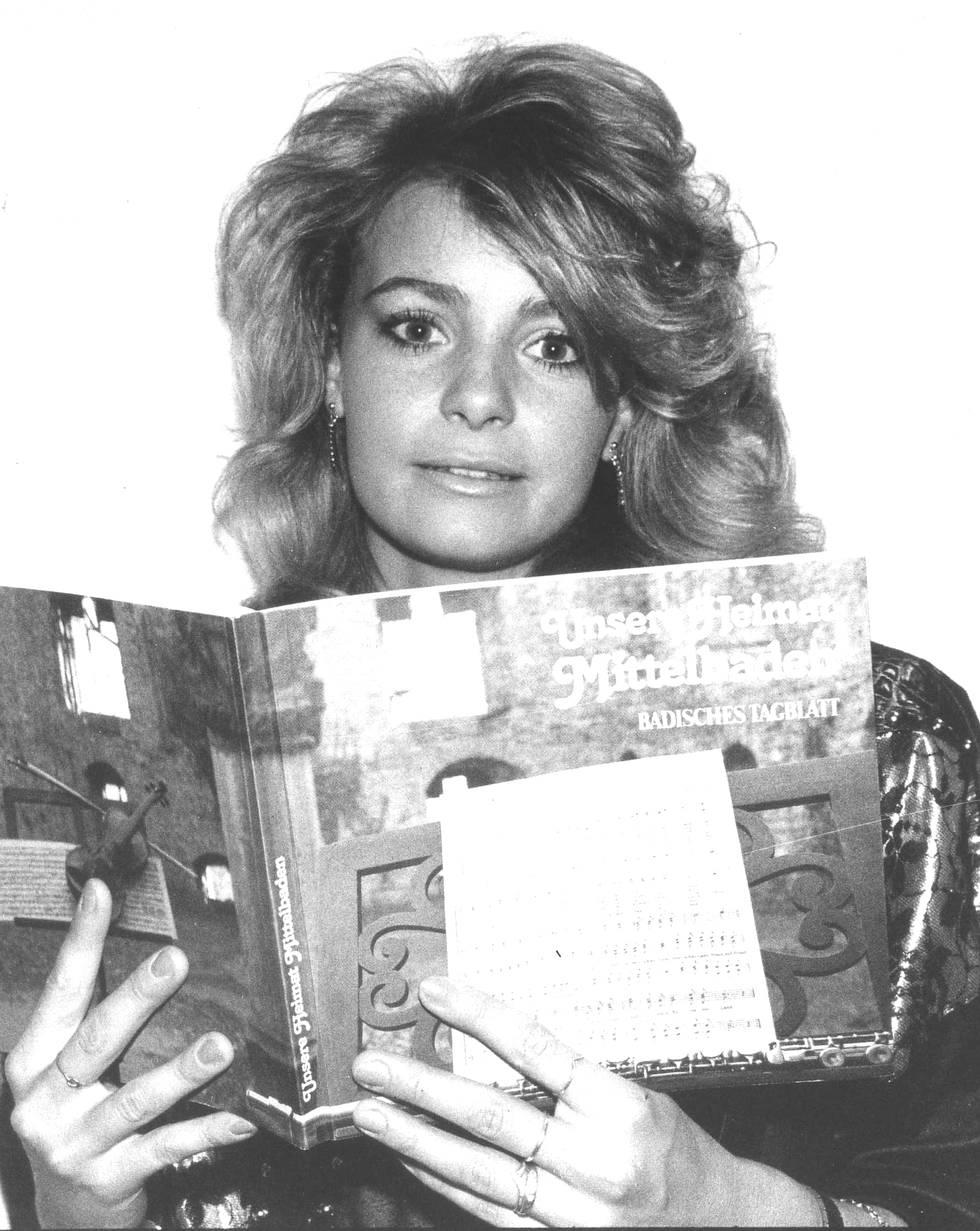
Anja Hörnich (* 1967)

- Hornich, Hans (1906–1979), österreichischer Mathematiker
- Hornich, Theresa (* 1991), österreichische Eishockey-Spielerin
- Hornick, Paul (1898–1964), deutscher Politiker (KPD, SED), MdR
- Hornick, Philip Wilhelm von (1640–1714), deutsch-österreichischer Vertreter des Merkantilismus
- Hörnicke, Ernst (1898–1981), deutscher Politiker (KPD), MdR
- Hörnicke, Heiko (* 1927), deutscher Tierarzt und Biologe
- Hornidge, Anna-Katharina (* 1978), deutsche Sozial- und Regionalwissenschaftlerin und Direktorin des DIE B
- Hornig, Alexander (1885–1947), österreichischer Komponist und Pianist
- Hornig, Andreas (* 1980), deutscher Basketballspieler
- Hornig, Carola (* 1962), deutsche Olympiasiegerin im Rudern
- Hörnig, Dave (* 2005), deutscher Handballspieler
- Hornig, Donald (1920–2013), US-amerikanischer Chemiker
- Hornig, Emil (1828–1890), österreichischer Chemiker, Fotograf und Gelehrter
- Hornig, Ernst (1894–1976), deutscher evangelischer Geistlicher, Bischof von Görlitz
- Hörnig, Florian (* 1986), deutscher Fußballspieler
- Hornig, Florian (* 2000), deutscher Leichtathlet
- Hornig, Franziska, deutsche Wissenschaftsmanagerin
- Hörnig, Fritz (1930–2003), deutscher Politiker (CDU) und Verwaltungsbeamter
- Hornig, Günther (1937–2016), deutscher Maler, Grafiker und Hochschullehrer
- Hörnig, Haiko (* 1984), deutscher Drehbuchautor und Comicautor
- Hornig, Hans (1951–2009), deutscher Diplom-Ingenieur, Schweißfachingenieur und Leiter der Gruppe Schweiß- und Fügetechnik bei BMW
- Hornig, Harry (1930–2022), deutscher Dokumentarfilmer
- Hornig, Heinrich (1876–1958), deutscher Schriftsteller
- Hornig, Heinz (* 1937), deutscher Fußballspieler
- Hörnig, J. Thomas (* 1956), deutscher Theologe und Hochschullehrer für Evangelische Theologie
- Hörnig, Johannes (1921–2001), deutscher SED-Funktionär
- Hornig, Károly (1840–1917), ungarischer Erzbischof von Veszprém und Kardinal
- Hornig, Klara (* 1985), deutsche Pianistin und Liedbegleiterin
- Hornig, Klaus (1907–1997), deutscher Jurist, Polizeioffizier und Kommandeur der 2. Kompanie des Polizei-Bataillons 306
- Hornig, Lilli (1921–2017), tschechisch-amerikanische Chemikerin und HochschullehrerinLilli Hornig (1921–2017)

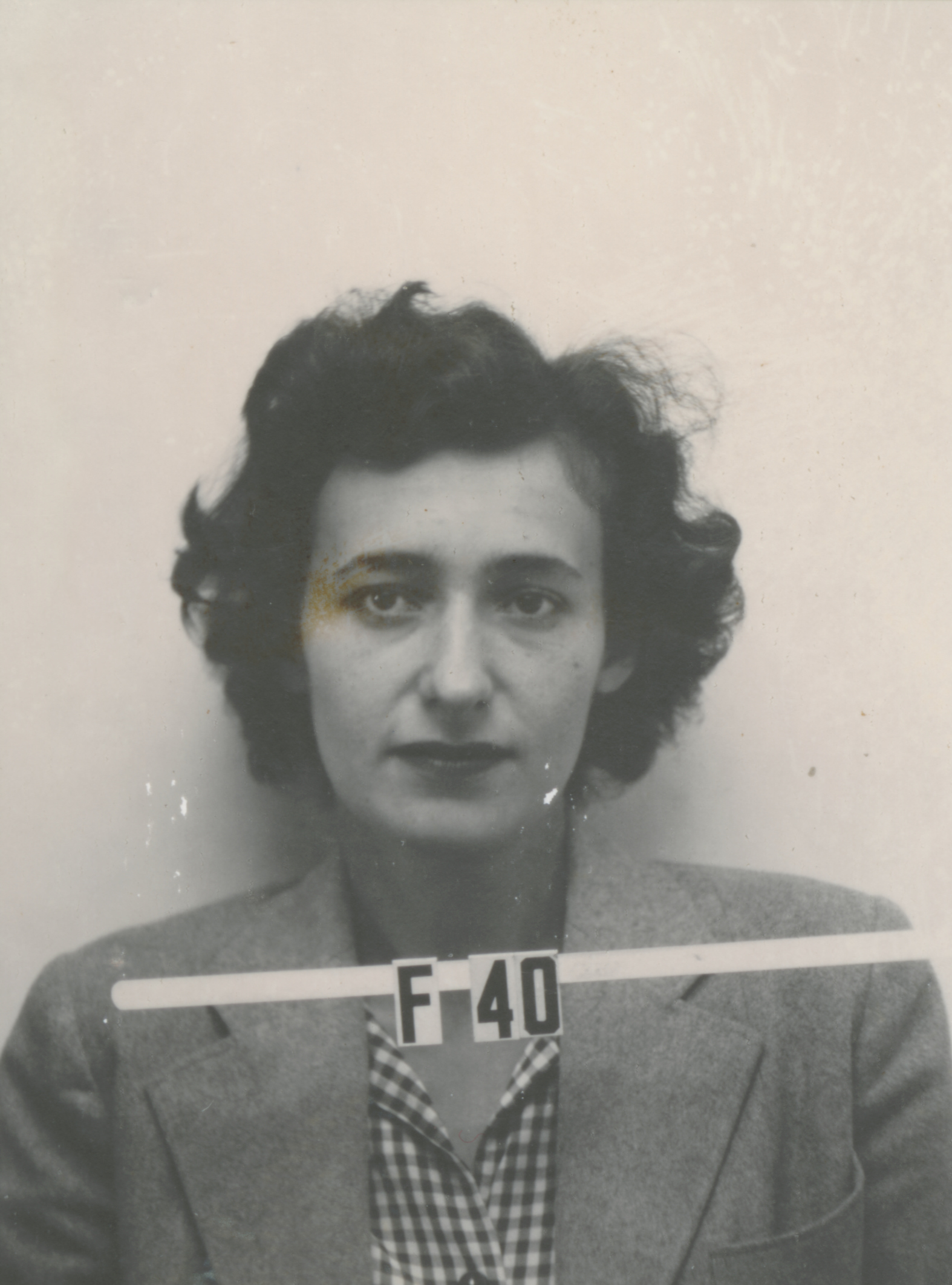
Lilli Hornig (1921–2017)

- Hörnig, Lorenz (1577–1624), deutscher Bildhauer
- Hornig, Manuel (* 1982), deutscher Fußballspieler
- Hornig, Markus (* 1964), deutscher Tennis- und Mentaltrainer
- Hornig, Norbert (1935–2024), deutscher Maler und Grafiker
- Hörnig, Peter (* 1976), deutscher Kanute
- Hornig, Rolf (1919–2006), deutscher Politiker (SPD), MdL
- Hornig, Tilman (* 1979), deutscher Künstler
- Hornig, Vítězslav (* 1999), tschechischer Biathlet
- Hornig, Willi (1910–1985), deutscher Radrennfahrer
- Hornig-Sutter, Monika (* 1943), deutsche Politikerin (SPD), MdL
- Hörnigk, Frank (1944–2016), deutscher Literaturwissenschaftler und Herausgeber
- Hörnigk, Henriette (* 1973), deutsche Dramaturgin und Regisseurin
- Hörnigk, Ludwig von (1600–1667), deutscher Arzt, Jurist und Autor
- Hornigold, Benjamin († 1719), Freibeuter und später Piratenjäger
- Hornik, Gottfried (* 1940), österreichischer Opernsänger (Bariton), Kammersänger
- Hornik, Jörg (* 1957), deutscher Fußballspieler
- Horník, Josef (1835–1909), böhmischer Forstmann, Pomologe, Gärtner, Erfinder und Fachautor
- Hornik, Kurt (* 1963), österreichischer Mathematiker
- Hórnik, Michał (1833–1894), sorbischer katholischer Geistlicher und Slawist
- Hornikel, Bernd (* 1969), deutscher parteiloser Kommunalpolitiker
- Hornikel, Björn (* 1992), deutscher Schwimmer
- Horniker, Joseph, österreichischer Jurist
- Horniman, Annie (1860–1937), britische Dramaturgin, Theatermäzenin und Okkultistin
- Hörning, Bruno (1868–1935), sächsischer Bürgermeister
- Horning, Clarence (1892–1982), US-amerikanischer Footballspieler
- Hörning, Ernst August (* 1809), deutscher Schauspieler und Politiker
- Horning, Evan C. (1916–1993), US-amerikanischer Chemiker
- Hörning, Gerd Wilhelm (* 1964), deutscher Schachkomponist
- Hörning, Günter (1935–2022), deutscher Bauingenieur, MdV
- Hörning, Karl H. (* 1938), deutscher Soziologe
- Horning, Marjorie G. (1917–2020), US-amerikanische Biochemikerin und Pharmakologin
- Horning, William A. (1904–1959), US-amerikanischer Artdirector und Production Designer
- Hörning, Willy (1902–1976), deutscher Lehrer, Heimatforscher und Heimatdichter
- Horninger, Heinz (* 1908), österreichischer Mathematiker und Hochschullehrer
- Horninger, Karin (* 1971), deutsche Volleyballspielerin
- Hornisch, Harry (1929–2006), österreichischer Schauspieler
- Hornischer, Edi (1934–2001), deutscher Autor, Liedtexter, Humorist
- Hornischer, Fanny (1845–1911), österreichische Volkssängerin
- Hornischer, Inge (1940–2012), deutsche Rechtsanwältin und Verfassungsrichterin
- Hornish, Sam junior (* 1979), US-amerikanischer Autorennfahrer
- Hornit, Prinz der altägyptischen 4. Dynastie
- Hornius, Georgius (1620–1670), deutscher Historiker, Geograf, Theologe und Professor

### Hornk
- Hornke, Lutz F. (* 1945), deutscher Betriebs- und Organisationspsychologe
- Hornke, Tim (* 1990), deutscher HandballspielerTim Hornke (* 1990)

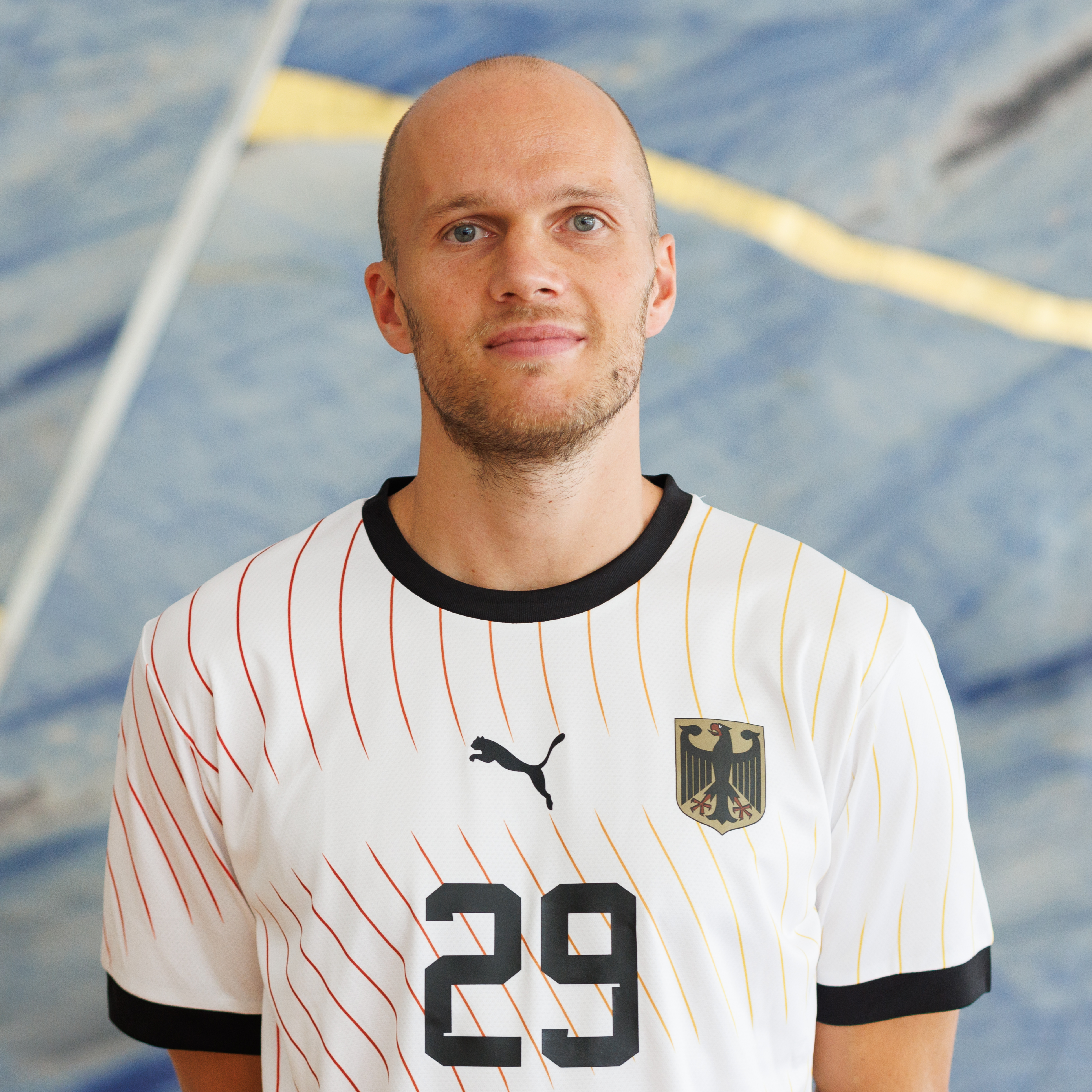
Tim Hornke (* 1990)

- Hornkohl, Marigen (* 1953), chilenische Politikerin und Diplomatin

### Hornl
- Hörnle, Tatjana (* 1963), deutsche Rechtswissenschaftlerin und Rechtsphilosophin
- Hörnlein, Friedrich (1873–1945), deutscher Medailleur
- Hörnlein, Günter (1928–2021), deutscher Bürgermeister
- Hörnlein, Horst (* 1945), deutscher Rennrodler
- Hörnlein, Walter (1893–1961), deutscher Offizier, zuletzt General der Infanterie im Zweiten WeltkriegWalter Hörnlein (1893–1961)

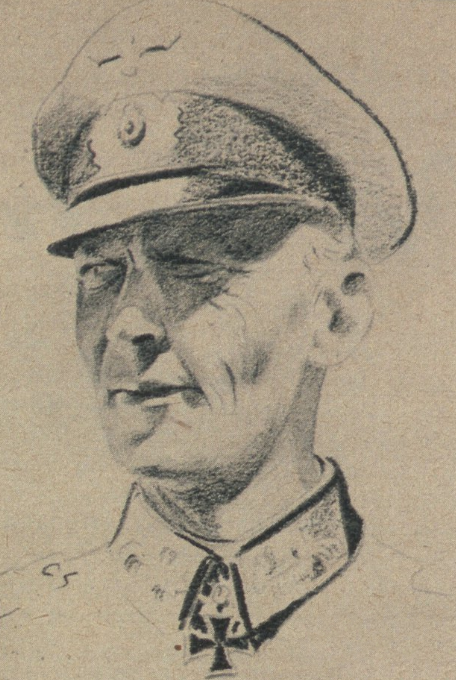
Walter Hörnlein (1893–1961)

- Hörnlund, Emilie (* 1982), deutsche Bratschistin, Kammermusikerin und Konzertmeisterin

### Hornm
- Hornmold, Samuel (1537–1601), baden-badischer Kanzler, hohenlohischer Rat und Syndicus in Heilbronn
- Hornmold, Sebastian der Ältere (1500–1581), Bietigheimer Vogt und erster Kirchenratsdirektor in Württemberg
- Hornmold, Sebastian der Jüngere (1562–1634), deutscher Jurist, poeta laureatus in Heilbronn und württembergischer Rat

### Horno
- Horno, Asier del (* 1981), spanischer Fußballspieler
- Hornor, Lynn (1874–1933), US-amerikanischer Politiker
- Hornos, Germán (* 1982), uruguayischer Fußballspieler
- Hornostaj, Kateryna (* 1989), ukrainische Filmproduzentin und Filmregisseurin

### Hornq
- Hörnqvist, Patric (* 1987), schwedischer Eishockeyspieler

### Horns
- Hornsby, Bruce (* 1954), US-amerikanischer Sänger, Pianist und Songwriter
- Hornsby, David (* 1975), amerikanischer SchauspielerDavid Hornsby (* 1975)

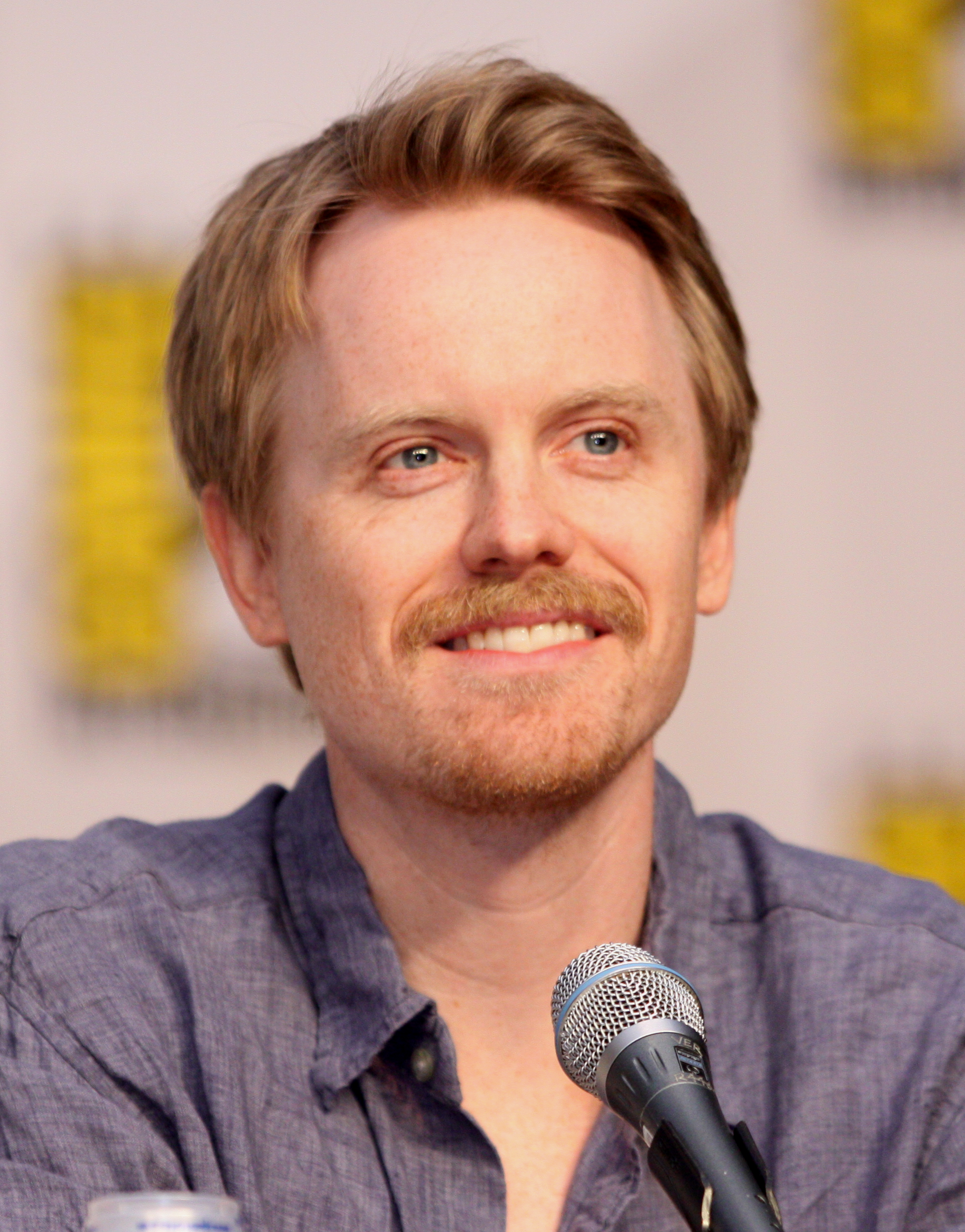
David Hornsby (* 1975)

- Hornsby, Jennifer (* 1951), englische Philosophin
- Hornsby, Michael (* 1998), deutscher Fußballspieler
- Hornsby, Nick (* 1995), US-amerikanischer Basketballspieler
- Hornsby, Rogers (1896–1963), US-amerikanischer Baseballspieler und -trainer
- Hornsby, Russell (* 1974), US-amerikanischer Schauspieler
- Hornsby, Thomas (1733–1810), britischer Astronom
- Hornsby-Smith, Patricia, Baroness Hornsby-Smith (1914–1985), britische Politikerin, Mitglied des House of Commons
- Hornscheidt, Lann (* 1965), deutsche/r Sprachwissenschaftler/in, Skandinavist/in, Geschlechtsforscher/in, Verlagsleiter/in
- Hornschemeier, Paul (* 1977), US-amerikanischer Comiczeichner, Graphic Novelist
- Hörnschemeyer, Franka (* 1958), deutsche bildende Künstlerin
- Hörnschemeyer, Georg (1907–1983), deutscher Bildhauer
- Hornschuch, Caspar Laurentius (1610–1676), deutscher Kapitänleutnant und Stadthauptmann von Ohrdruf
- Hornschuch, Christian Friedrich (1793–1850), deutscher Botaniker, Bryologe und Naturphilosoph
- Hornschuch, Fritz (1874–1955), deutscher Unternehmer
- Hornschuch, Heinrich (1838–1912), deutscher Unternehmer
- Hornschuch, Hieronymus (1573–1616), Autor des ältesten erhaltenen Lehrbüchlein für Korrektoren
- Hornschuch, Johann Caspar (1737–1794), lutherischer Geistlicher sowie Pionier der Bienenzucht und des Spargelbaus
- Hornschuch, Johannes (1599–1663), deutscher Philologe und Pädagoge
- Hornschuch, Konrad (1864–1943), deutscher Unternehmer
- Hornschuch, Rolf (* 1947), deutscher Volleyballtrainer
- Hornschuch, Sarah (* 1998), deutsche FußballspielerinSarah Hornschuch (* 1998)

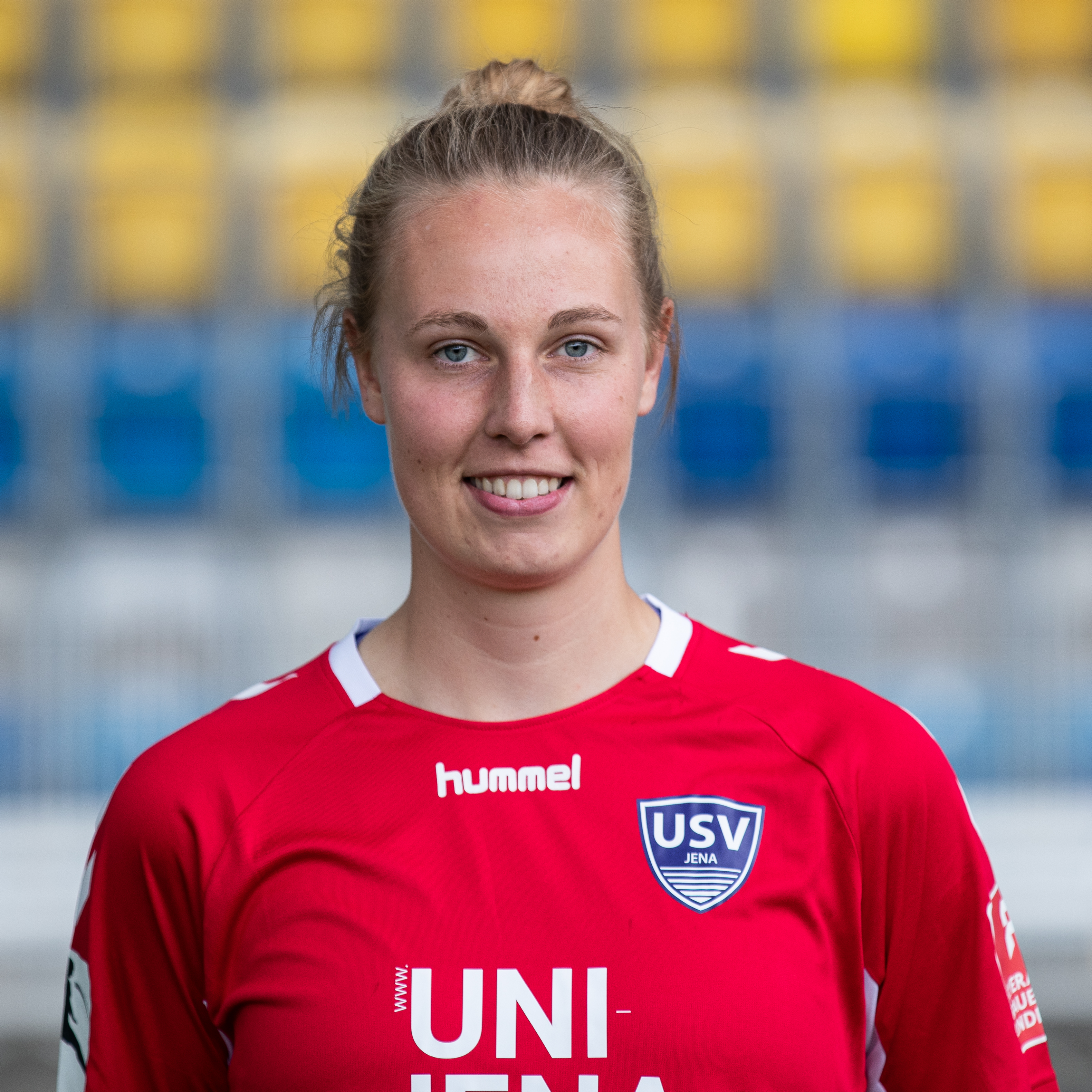
Sarah Hornschuch (* 1998)

- Hornschuch, Willy (1889–1962), deutscher Unternehmer
- Hornschuh, Günther (1925–2001), deutscher Architekt
- Hornschuh, Marc (* 1991), deutscher Fußballspieler
- Hornschuh, Matthias (* 1968), deutscher Filmkomponist
- Hornschuh, Ronny (* 1975), deutscher Skispringer
- Hornsey, Kate (* 1981), australische Ruderin
- Hornslien, Anders (* 1970), norwegischer Politiker (Arbeiderpartiet), Mitglied des Storting und Journalist
- Hornsmann, Erich (1909–1999), deutscher Jurist, Sachbuchautor und Umweltschutzaktivist
- Hornsrud, Christopher (1859–1960), norwegischer Politiker (Arbeiderpartiet), Mitglied des Storting
- Hornstain, Gabriel, deutscher Zeichner
- Hornstedt, Clas Fredrik (1758–1809), schwedischer Mediziner und Naturforscher
- Hornstein, Anna (* 1993), deutsche Schauspielerin
- Hornstein, Erika von (1913–2005), deutsche Schriftstellerin
- Hornstein, Eugen (1881–1963), deutscher Verwaltungsjurist, Bezirksoberamtmann und Ministerialbeamter
- Hornstein, Ferdinand Friedrich (1834–1917), deutscher Lehrer, Geologe, Mineraloge, Paläontologe und Fossiliensammler
- Hornstein, Franz Xaver von (1892–1980), Schweizer katholischer Geistlicher, Pastoraltheologe und Hochschullehrer
- Hornstein, Georg (1900–1942), deutscher Kämpfer im Spanischen Bürgerkrieg und Opfer des Nationalsozialismus
- Hornstein, Hermann von (1843–1893), deutscher Gutsbesitzer und Politiker, MdR
- Hornstein, Joseph-Xavier (1840–1905), Schweizer Geistlicher, römisch-katholischer Erzbischof von Bukarest
- Hornstein, Karl Heinrich von (1668–1745), Ritter des Deutschen Ordens
- Hornstein, Lolo von (1861–1941), deutsche Malerin
- Hornstein, Marianna Franziska von (1723–1809), Fürstäbtissin
- Hornstein, Martin (1954–2009), österreichischer Cellist
- Hornstein, Michael (* 1962), deutscher Saxophonist, Komponist und Musikproduzent
- Hornstein, Michal (1920–2016), kanadischer Geschäftsmann, Kunstsammler und Philanthrop
- Hornstein, Otto P. (1926–2018), deutscher Dermatologe
- Hornstein, Robert von (1833–1890), deutscher Komponist
- Hornstein, Walter (1929–2012), deutscher Soziologe und Erziehungswissenschaftler, Hochschullehrer
- Hornstein, Willy (1893–1974), deutscher Jurist in der Finanzverwaltung, zuletzt Richter am Bundesfinanzhof
- Hornstein, Wolf Freiherr von (1918–2008), deutscher Verleger, Herausgeber und Koch
- Hornstein-Engers, Martina (* 1964), deutsche Juristin und Richterin
- Hornsteiner, Ludwig (1898–1984), deutscher Bühnenbildner, Ausstatter und Kostümbildner
- Hornstra, Inge (* 1974), niederländisch-australische Schauspielerin
- Hornswoggle (* 1986), US-amerikanischer WrestlerHornswoggle (* 1986)

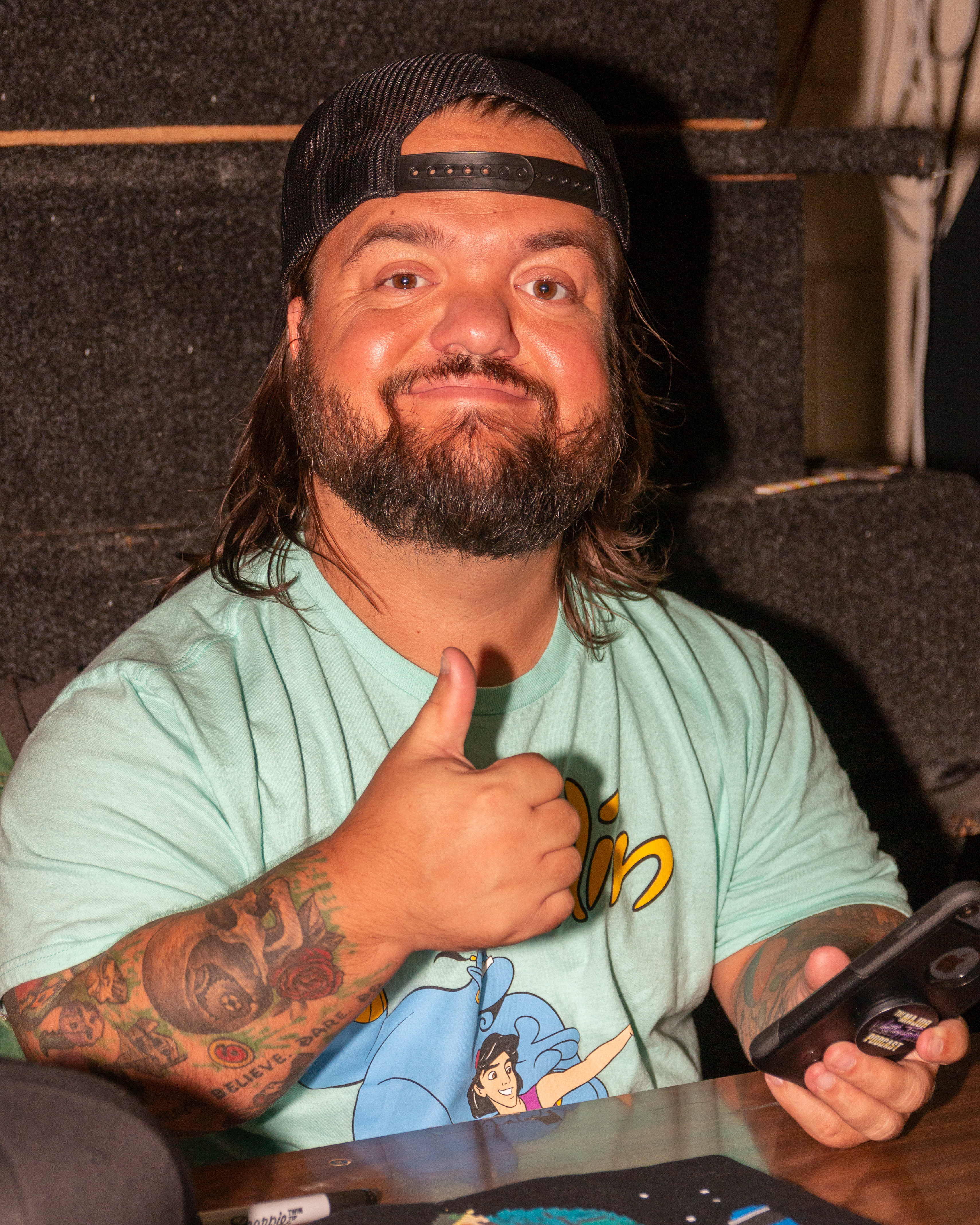
Hornswoggle (* 1986)

### Hornt
- Hornthal, Franz Ludwig von (1763–1833), deutscher Jurist und Politiker; Bürgermeister und Ehrenbürger von Bamberg
- Hornthal, Johann Peter von (1794–1864), deutscher Jurist und Politiker und Dichter
- Horntrich, Josef (1930–2017), deutscher Chirurg
- Horntvedt, Kristian (* 1982), norwegischer Skilangläufer

### Hornu
- Hornuf, Lars (* 1982), deutscher Wirtschaftswissenschaftler
- Hornuff, Daniel (* 1981), deutscher Kulturwissenschaftler und Universitätsprofessor an der Kunsthochschule in der Universität Kassel
- Hornumb, Wilhelm von († 1685), deutscher Kavallerie-Offizier in schwedischen, Braunschweig-Lüneburger und zuletzt Hessen-Kasseler Diensten
- Hornung, Alfred (* 1945), deutscher Amerikanist
- Hornung, Annabelle (* 1979), deutsche Kunsthistorikerin und Museumsdirektorin
- Hornung, August (1867–1927), deutscher Schneider und Politiker (SPD und USPD)
- Hornung, Christian (* 1981), deutscher römisch-katholischer Kirchenhistoriker
- Hornung, Conrad Christian (1801–1873), dänischer Klavierbauer
- Hornung, Elisabeth, deutsche Opernsängerin (Mezzosopran)
- Hornung, Erik (1933–2022), deutsch-schweizerischer Ägyptologe
- Hornung, Erik (* 1982), deutscher Ökonom
- Hornung, Ernest William (1866–1921), englischer Krimi-Schriftsteller
- Hornung, Ernst (1896–1969), deutscher Politiker (SPD)
- Hornung, Frank (1948–2019), deutscher Schauspieler und Maler
- Hornung, Friedrich (1865–1928), württembergischer Oberamtmann
- Hornung, Georg Friedrich (1891–1942), deutscher Kommunist, Widerstandskämpfer und Opfer des NS-Regimes
- Hornung, Gerrit (* 1976), deutscher Rechtswissenschaftler und Hochschullehrer
- Hornung, Hans (1926–2014), deutscher Historiker, Bibliothekar und Hochschullehrer
- Hornung, Hans G. (* 1934), Luftfahrtingenieur und Hochschullehrer
- Hornung, Hartmut (* 1952), deutscher Bildhauer, Maler und Grafiker
- Hornung, Heinrich (1900–1981), deutscher Mediziner
- Hornung, Helmut (* 1959), deutscher Journalist und Autor
- Hornung, Horst (1926–1982), deutscher Gewerkschafter (FDGB), MdV
- Hornung, Horst (* 1948), deutscher Komponist, Cellist und Gitarrist
- Hornung, Hugo (* 1894), deutscher Reichsgerichtsrat und Ministerialrat im Reichsjustizministerium
- Hornung, Ilse (1908–1994), österreichische Eiskunstläuferin
- Hornung, Joachim, deutscher Kirchenlieddichter
- Hornung, Joachim (* 1935), deutscher Mathematiker und Physiker
- Hornung, Johann († 1715), deutsch-baltischer Sprachwissenschaftler
- Hornung, Joseph (1792–1870), Schweizer Genre- und Historienmaler sowie Zeichner und Lithograf
- Hornung, Julia (* 1990), deutsche Jazzmusikerin (Bass)
- Hornung, Julius Wilhelm (1861–1929), württembergischer Fotograf
- Hornung, Klaudia (1962–2022), deutsche Ruderin
- Hornung, Klaus (1927–2017), deutscher Politikwissenschaftler und Autor
- Hornung, Konrad (1877–1964), österreichischer Offizier, zuletzt im Rang eines Generalmajors und SS-Brigadeführers
- Hornung, Leopold (* 1978), deutscher Schauspieler
- Hornung, Ludwig (* 1986), deutscher Jazzmusiker
- Hornung, Luisa (* 1996), deutsche Skeletonpilotin
- Hornung, Maria (1920–2010), österreichische Sprachwissenschaftlerin, Dialektologin und Namensforscherin
- Hornung, Maximilian (* 1986), deutscher Musiker, CellistMaximilian Hornung (* 1986)

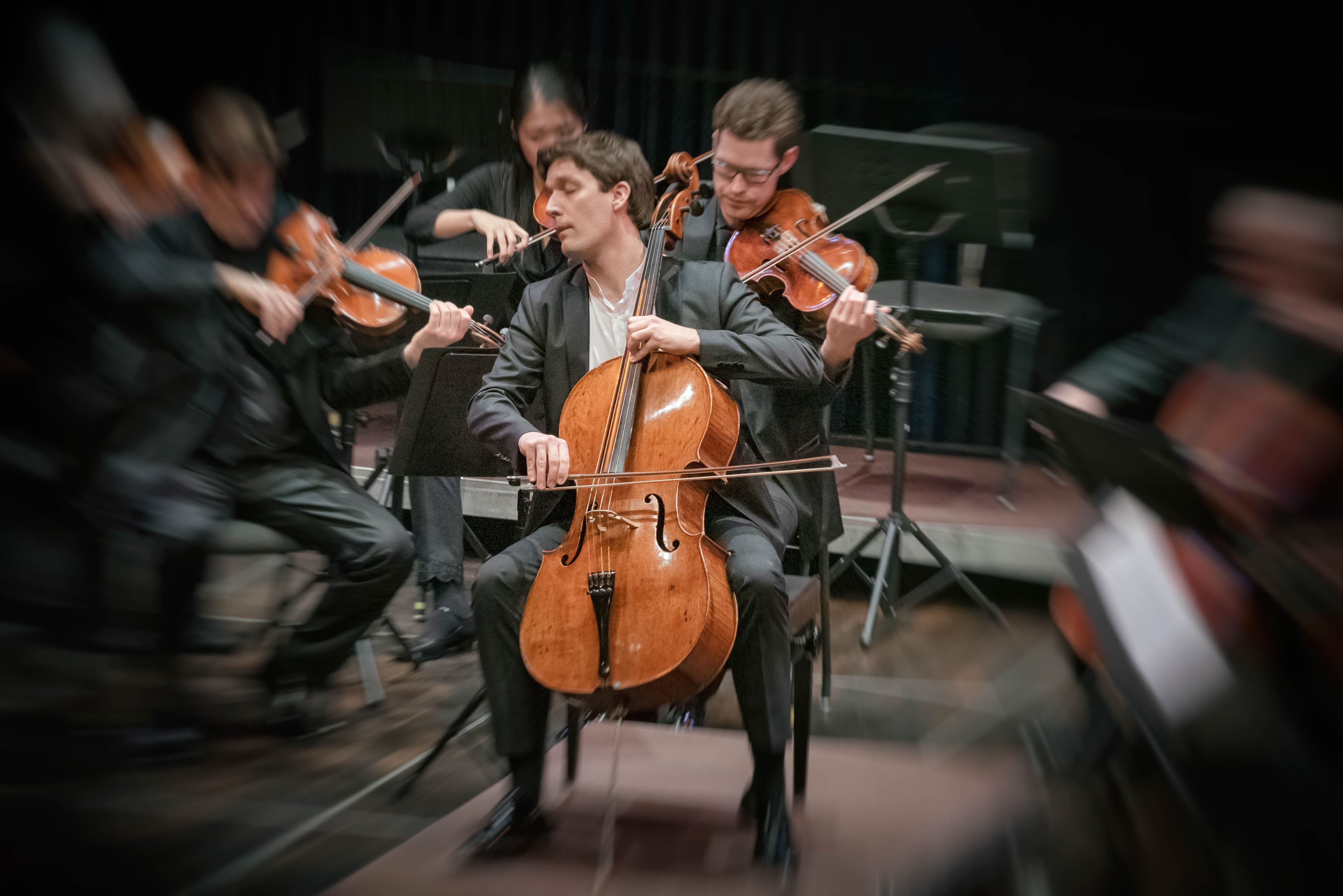
Maximilian Hornung (* 1986)

- Hornung, Nelly (* 1935), erste Fußballschiedsrichterin der DDR
- Hornung, Otto (1870–1933), württembergischer Oberamtmann
- Hornung, Paul (1935–2020), US-amerikanischer American-Football-Spieler
- Hornung, Peter (* 1967), deutscher Journalist und Auslandskorrespondent
- Hornung, Philipp Jacob, deutscher Goldschmied
- Hornung, Reinhard (* 1957), deutscher Filmemacher
- Hornung, Richard (1950–1995), US-amerikanischer Kostümbildner
- Hornung, Sabine (* 1971), deutsche Archäologin und Musikerin
- Hornung, Sebastian (* 2001), deutscher Fußballtorhüter
- Hornung, Siegfried (* 1938), deutscher Politiker (CDU), MdB
- Hornung, Veit (* 1976), deutscher Mediziner (Immunologe)
- Hornung, Wilhelm (1834–1884), württembergischer Maler und Fotograf in Tübingen
- Hornung-Grove, Marianne (* 1942), deutsche Verwaltungs- und Verfassungsrichterin

### Horny
- Horny, Anton (1824–1908), römisch-katholischer Kirchenhistoriker
- Horny, Franz (1798–1824), deutscher Landschaftsmaler
- Horny, Konrad (1764–1807), deutscher Maler, Zeichner und Kupferstecher
- Hornyak, Augustine Eugene (1919–2003), serbischer Geistlicher, Apostolischer Exarch von Großbritannien
- Hornyák, Péter (* 1995), ungarischer Handballspieler
- Hornyánszky, Aladár (1873–1939), ungarisch-slowakischer Hebraist, evangelischer Theologe, Hochschullehrer und Übersetzer
- Hornykiewicz, Oleh (1926–2020), österreichischer Pharmakologe